# Železniční trať Praha – Lysá nad Labem – Kolín
Železniční trať Praha – Lysá nad Labem – Kolín o délce 73 km spojuje Prahu a Kolín přes Nymburk. V jízdním řádě pro cestující je uváděna v tabulkách 231 (úsek Kolín – Lysá nad Labem) a 232 (Praha –  Lysá nad Labem – Milovice). Je součástí celostátní dráhy a jejím provozovatelem je Správa železnic. Je významnou součástí Pražské integrované dopravy, v rámci které zde jezdí v celé trati vlaky Eska Praha označované jako linka S2, v úseku Praha – Lysá nad Labem (– Milovice) S22, ve špičce je doplňuje linka S9 (Benešov –) Praha – Lysá nad Labem – Milovice a také linka R42 Praha – Lysá nad Labem – Nymburk – Kolín. 

## Popis

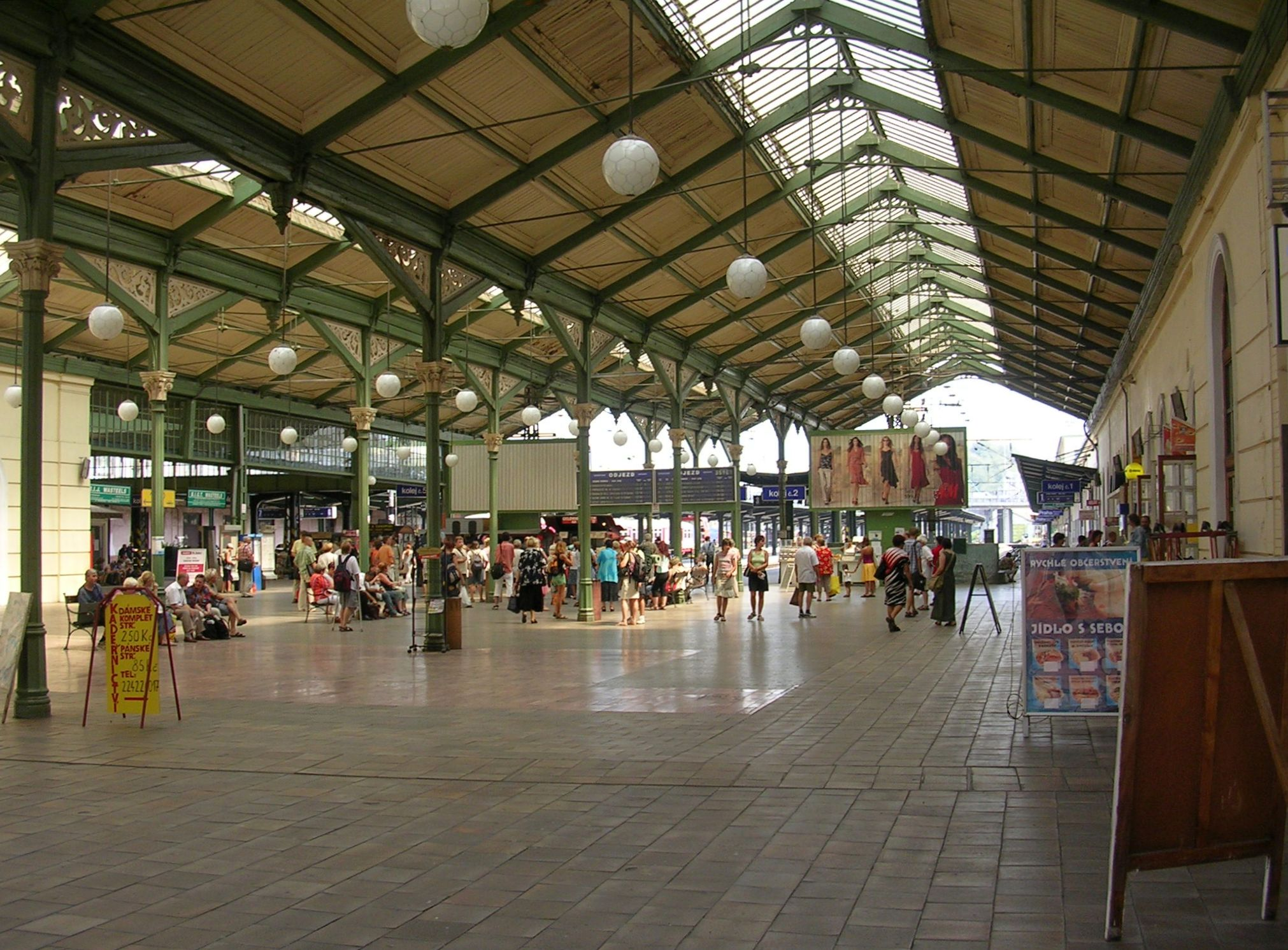
Většina zastávkových vlaků na této trati vyjíždí ze stanice Praha Masarykovo nádraží

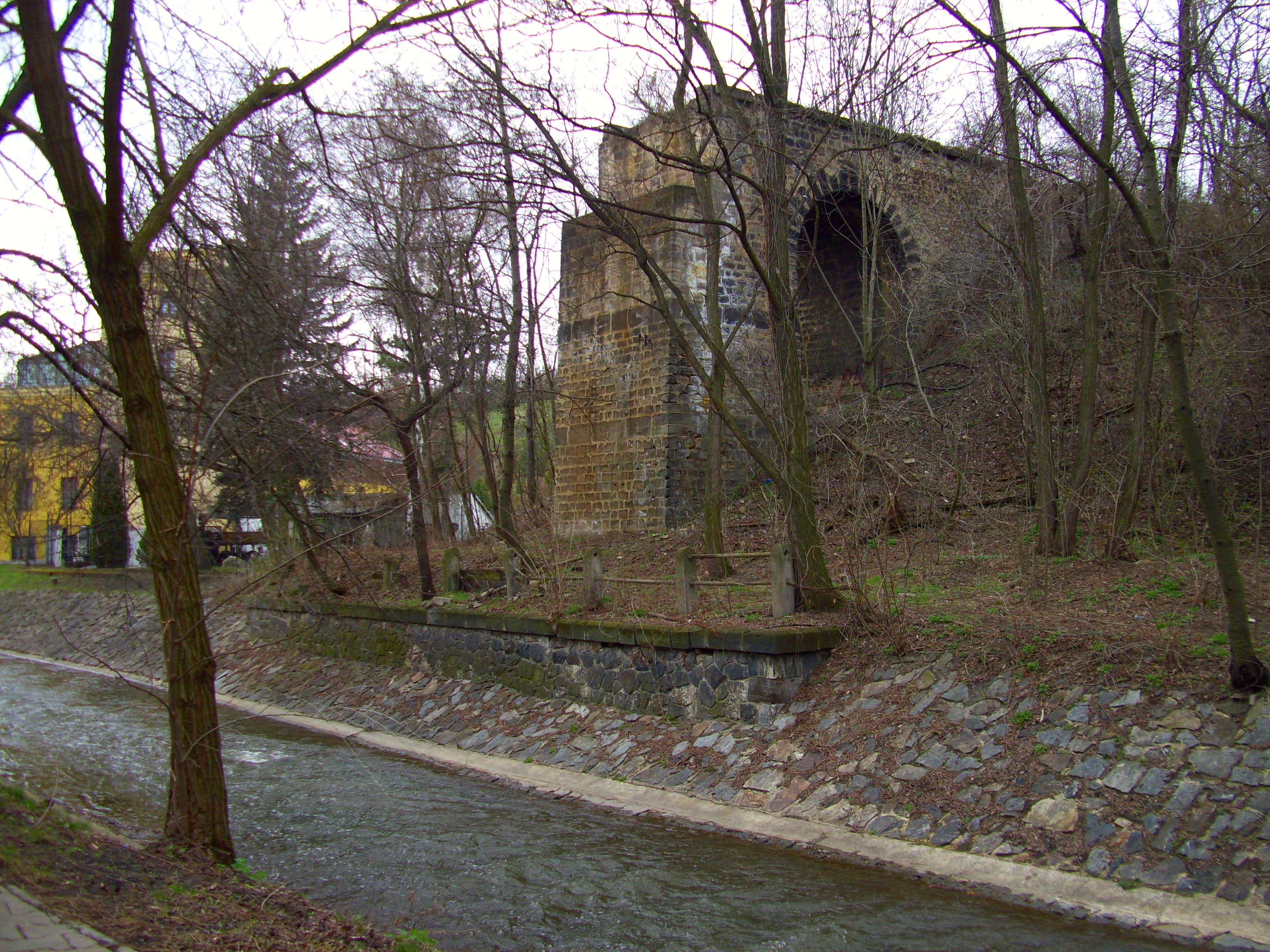
Původně však všechny vlaky končily na nádraží známém dnes jako Praha-Těšnov. Pozůstatkem zrušené tratě je i tento pilíř kombinovaného mostu přes Rokytku

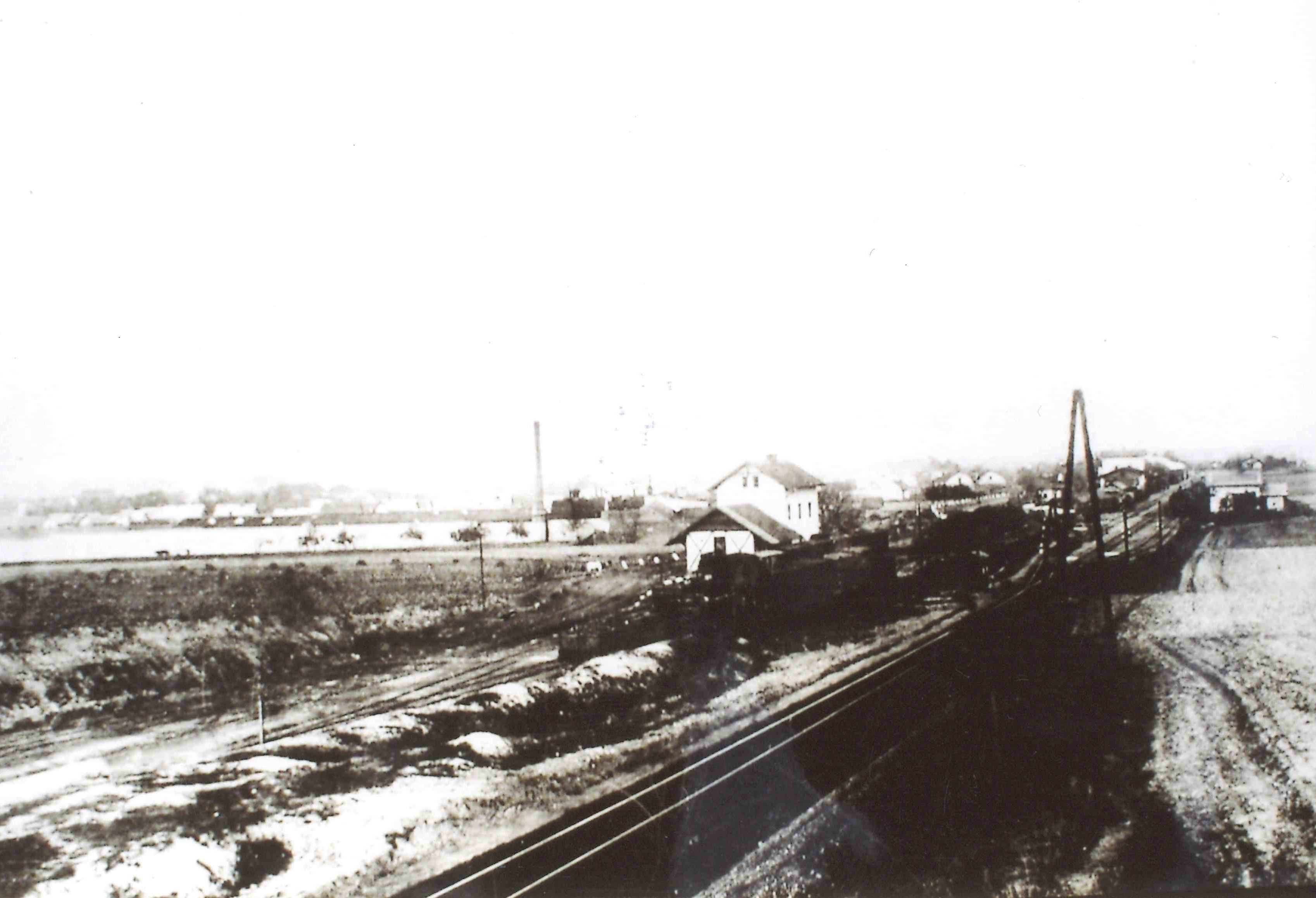
Pohled z vyvýšeniny na nádraží v Čelákovicích, kde je patrná ještě jednokolejná trať na Prahu, vlevo je dnes již železnicí nevyužívaná (ale doposud stojící) budova nádraží místní dráhy do Brandýsa, vpravo vzadu je pak nádraží Severozápadní dráhy

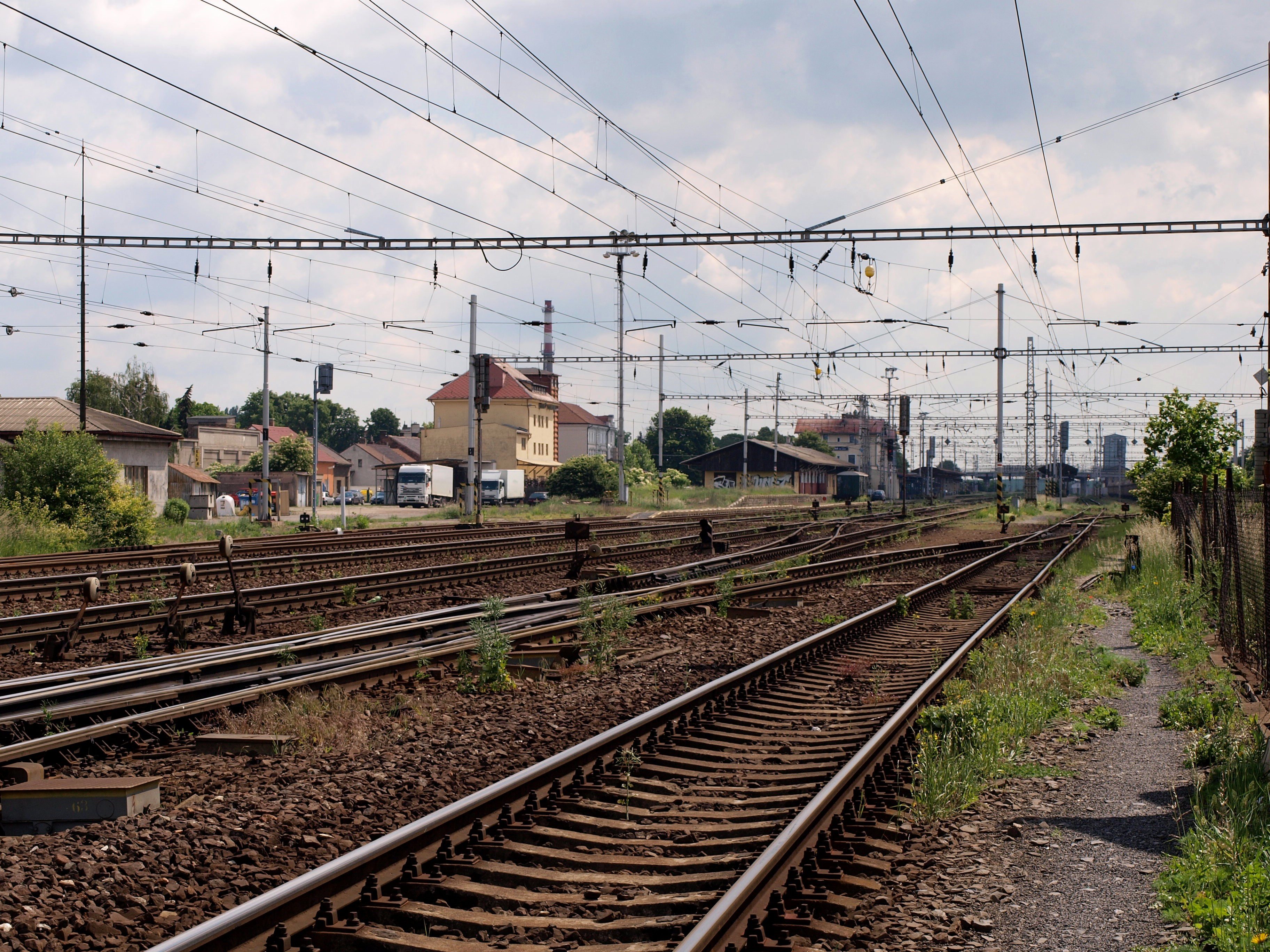
Ve stanici Lysá nad Labem se stýkají dvě značně vytížené dvoukolejné tratě

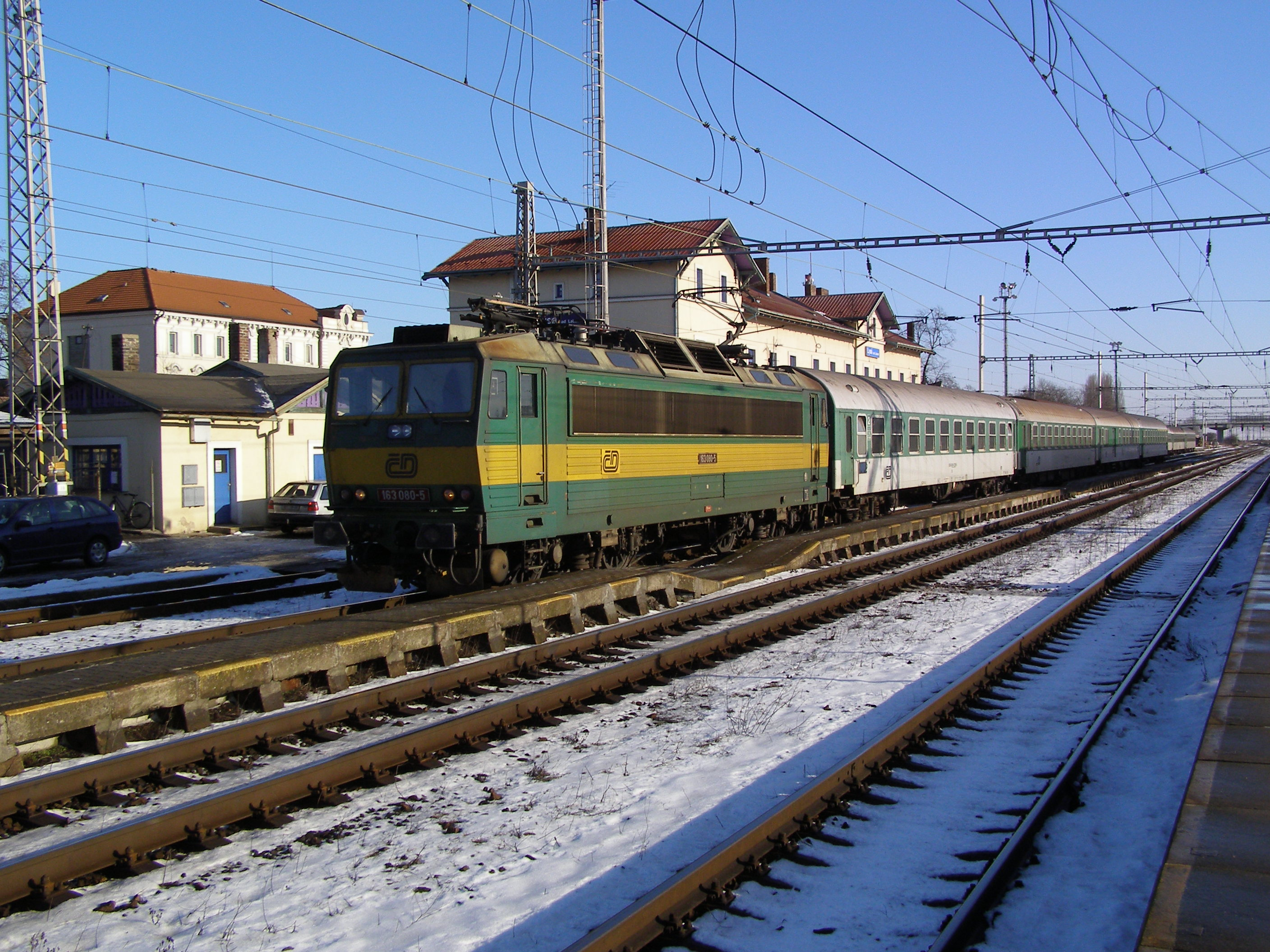
Rychlík s lokomotivou řady 163 v Lysé nad Labem

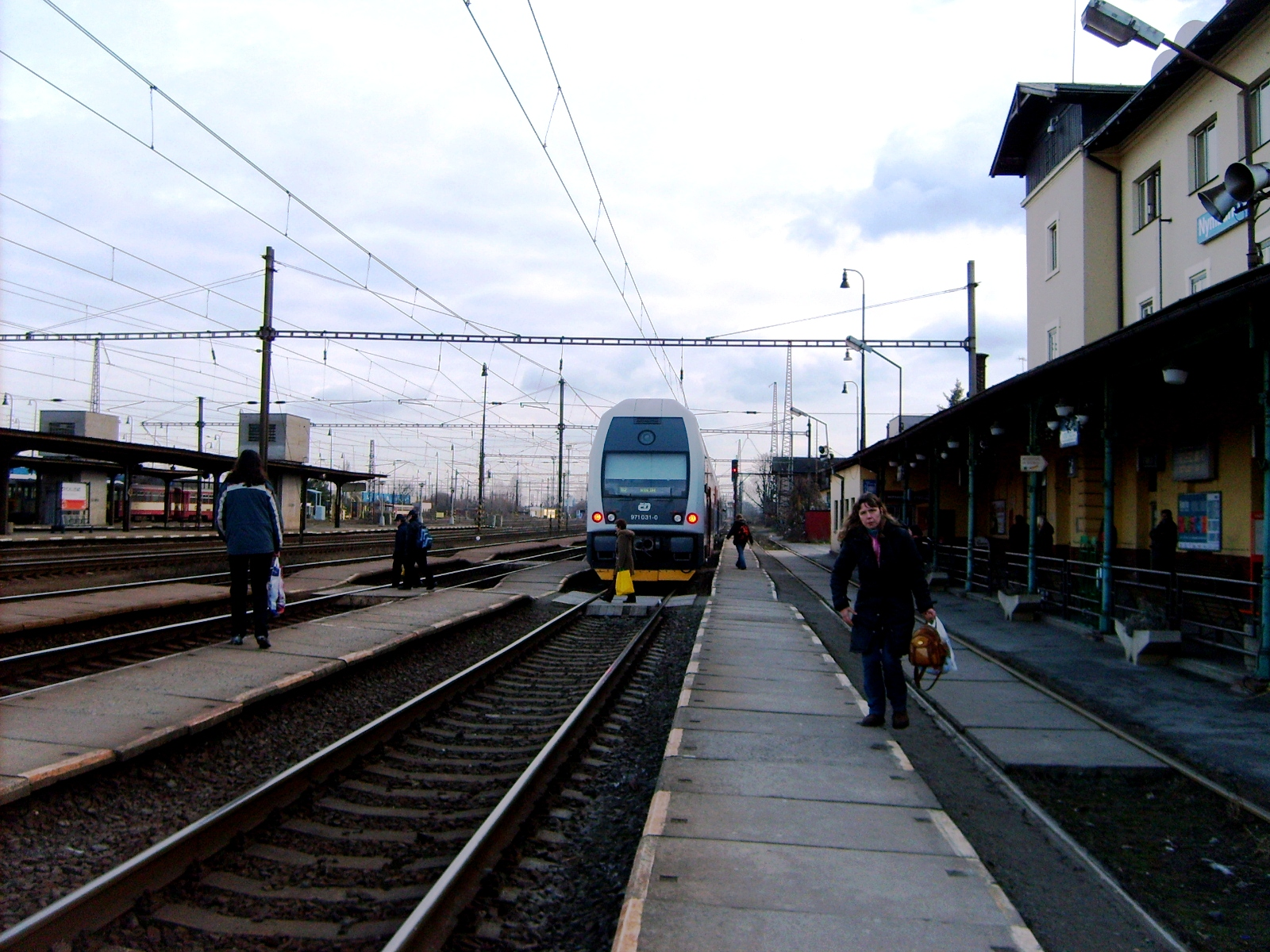
V Nymburce je velký železniční uzel, který si již Rakouská severozápadní dráha vybrala jako své provozní středisko při stavbě svých tratí. Na kolejích zde stojí jednotka řady 471 (CityElefant)

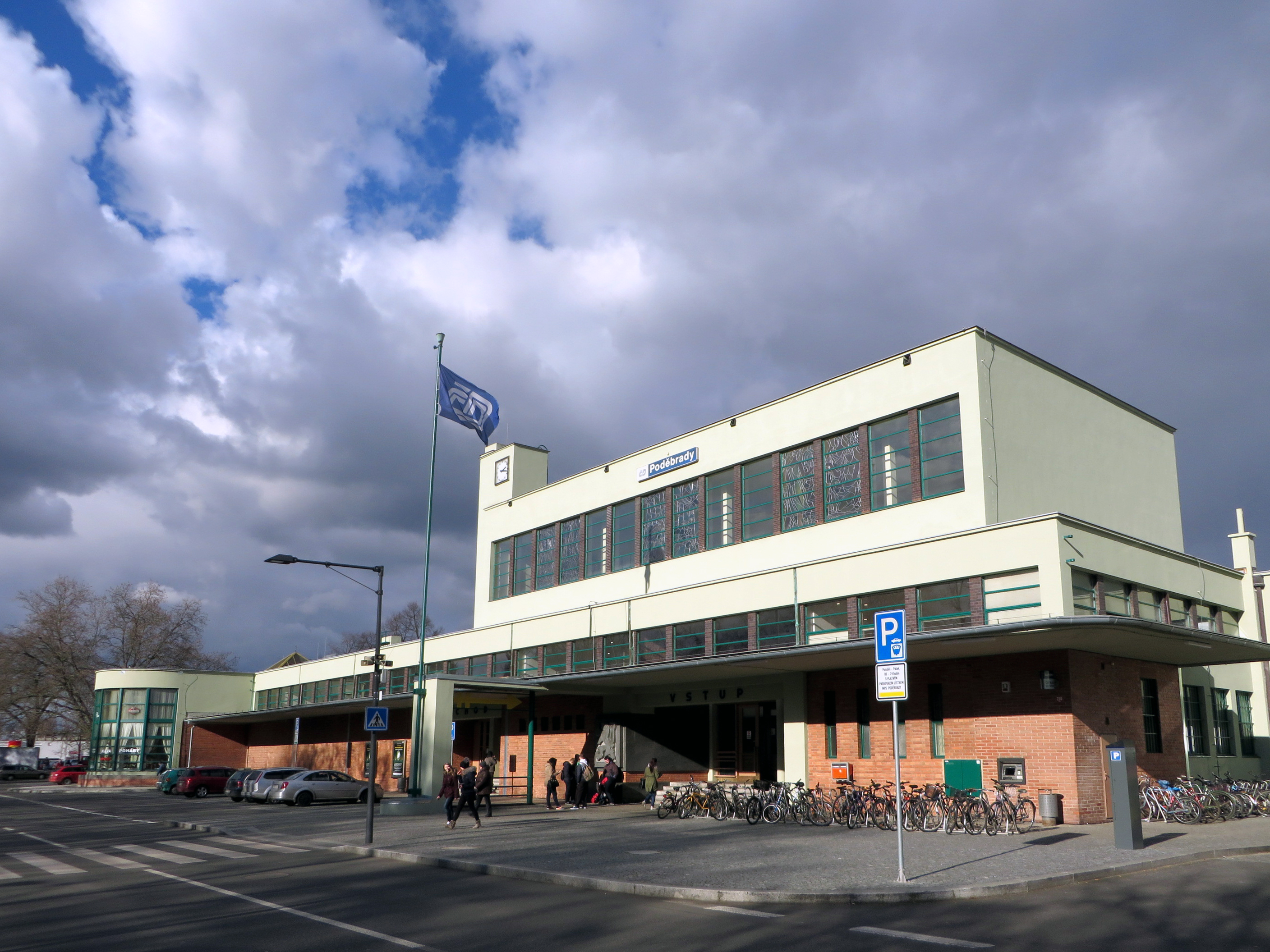
Budova železniční stanice Poděbrady byla postavena ve funkcionalistickém slohu ve 20. letech

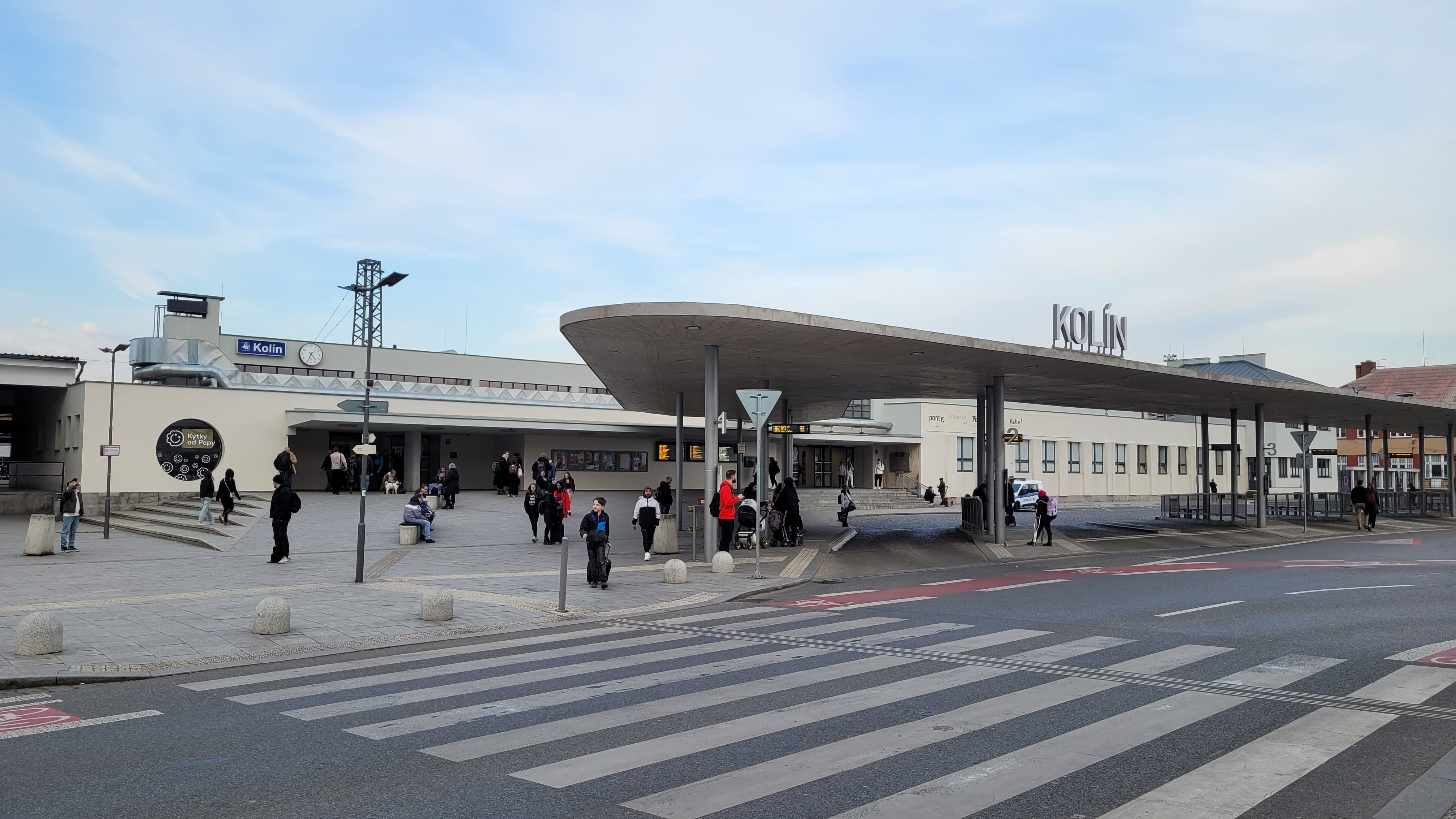
Stanice v Kolíně je další významnou železniční křižovatkou

Trať Praha – Nymburk – Kolín prochází převážně rovinatým terénem, kde se větší podélné sklony nacházejí pouze v části mezi Prahou a Čelákovicemi. Jedná se o překonání náročnějšího terénu na území Prahy a o jeden výraznější spád před stanicí Čelákovice.
Kromě pražských stanic se na trati nacházejí i další železniční uzly. Jsou to Čelákovice, odkud odbočuje regionální trať do Neratovic a trať do Mochova. Potom v Lysé nad Labem odbočuje elektrizovaná trať do Ústí nad Labem, významná především pro nákladní dopravu, a trať do Milovic, na které byla dokončena elektrizace v roce 2010. V Nymburce odbočuje hned několik hlavních i vedlejších tratí – do Poříčan, Mladé Boleslavi a Jičína. Ve Velkém Oseku odbočuje elektrizovaná trať do Hradce Králové, na kterou je přímý vjezd jak od Kolína, tak od Nymburka. Na okraji Kolína je v odbočce Hradištko připojena trať do Průmyslové zóny TPCA, která je veřejnou drahou, kategorizovanou jako regionální dráha. Dalším významným uzlem je stanice v Kolíně, kde se spojují hlavní tratě do Prahy, Brna a Ostravy a regionální trať do Ledečka.
Celá trať je elektrizovaná stejnosměrnou napájecí trakční soustavou o napětí 3 kV, celá trať je dvoukolejná a v některých úsecích umožňuje maximální rychlost 120 km/h, v úseku Praha – Lysá nad Labem pak maximální rychlost 100 km/h. Maximální zatížení na trati je 22,5 t na nápravu.

## Historie
Trať byla vybudována soukromou Rakouskou severozápadní dráhou po částech v letech 1870–1873. Část z Nymburka do Kolína byla uvedena do provozu v roce 1870 jako součást tzv. základní sítě Severozápadní dráhy. Část z Nymburka do Prahy jako díl tzv. doplňovací sítě je v provozu od roku 1873, přičemž úsek z Lysé nad Labem do Prahy sloužil jako odbočka z páteřní tratě mezi Vídní a Děčínem, která tvořila nejkratší spojnici Drážďan s Vídní.
Z tohoto důvodu je kilometráž na trati mezi Kolínem a Lysou počítána právě z Vídně, zatímco kilometráž do Prahy má nultý kilometr umístěný v Lysé. V letech 1873–1875 vlaky Severozápadní dráhy končily na provizorním nádraží na Rohanském ostrově, jelikož koncová stanice známá dnes pod názvem Praha-Těšnov v té době ještě nebyla dokončena.
V dobách Rakousko-uherské monarchie byl úsek této trati mezi Kolínem a Lysou významný jako tranzitní trať mezi Rakouskem a Saskem, zatímco úsek z Prahy do Velkého Oseka jako hlavní trať mezi Čechami a Pruskem. Právě trať mezi Vídní a Děčínem byla úřady monarchie vnímána jako jedna z páteřních tratí státu, a proto již roku 1900 vznikl projekt zdvojkolejnění trati Kolín–Děčín. V úseku mezi Čáslaví a Lysou měla být druhá kolej dokončena v roce 1906. Správní rada Rakouské severozápadní dráhy však tento nákladný projekt nepodporovala a snažila se mu vyhnout. Druhé koleje se tak úsek Velký Osek – Nymburk dočkal v roce 1907 a úsek Velký Osek – Čáslav v roce 1909.
V roce 1909 byla Rakouská severozápadní dráha zestátněna a s ní i celá trať. Majetek Severozápadní dráhy pak připadl státním drahám k.k. StB.
Význam tratě však zůstal zachován. Oslabil až se vznikem Československa v roce 1918.
Na začátku 1. světové války byla silně zredukována osobní doprava a řada zaměstnanců dráhy narukovala na vojnu. Pro nedostatek mužů pak řadu těžkých prací musely zastávat i ženy. Poslední dva roky války byly v Nymburské výtopně bouřlivé, s řadou stávek především kvůli stále se snižujícím přídělům potravin. Na konci roku 1918 v souvislosti se vznikem republiky vznikly i státní dráhy ČSD, pod které trať od té doby spadala.
Krátce po 1. světové válce – 6. prosince 1919, došlo mezi stanicemi Mstětice (tehdy nesla název Mstětice-Lázně Ostrov) a Čelákovice k tragické dopravní nehodě, která si vyžádala 4 oběti na životech a 45 těžce a 59 lehce zraněných.
V době 1. republiky na této trati značně narostl počet cestujících v souvislosti s rozvíjejícím se rekreačním využíváním Labe a lesů mezi Čelákovicemi, Lysou a Starou Boleslaví. Jednalo se v této době zejména o vznikající říční lázně nazývané České Grado. Dráha dokonce poskytovala speciální slevy jízdného o sobotách a nedělích pro cestující z Prahy, kteří se sem jezdili koupat. V souvislosti s narůstající příměstskou i rekreační dopravou byla trať v letech 1925–1928 v úseku z Prahy-Vysočan do Lysé zdvojkolejněna. V roce 1928 byl v rámci elektrizace pražského železničního uzlu elektrizován i úsek Praha hlavní nádraží – Praha-Vysočany stejnosměrnou napájecí soustavou 1,5 kV. V roce 1940 pak byla ještě postavena nová trať z Velkého Oseka do výhybny Kanín na trati do Hradce Králové, která umožňuje přímou jízdu vlaků od Prahy do Hradce, jelikož do té doby se muselo jezdit s úvratí ve Velkém Oseku. Důvodem takového vedení trati bylo to, že železniční síť v Rakousku-Uhersku byla převážně orientována na Vídeň, jakožto hlavní město státu.
V posledních dnech 2. světové války došlo v okolí železniční stanice v Čelákovicích k významné odbojové činnosti. Jednalo se o zatarasení tratě u železničního mostu přes Labe. Důvodem tohoto činu byly obavy z cesty obrněného vlaku z Milovic, kde sídlila velká německá vojenská posádka. Situace se u železničního mostu i v samotné stanici několikrát nebezpečně vyhrotila, což stálo několik lidských životů. V této době – a to už od ledna 1945, byla jedna kolej v celé trati z Horních Počernic až do Lysé nad Labem v celé délce zastavěna asi 1300 odstavenými vagóny s nejrůznějším obsahem. Takový stav byl v době rychlého ústupu nacistických vojsk a úprku civilního obyvatelstva z východu typický prakticky pro celou českou železniční síť.
Po válce se z úseku mezi Kolínem a Lysou stala těžkotonážní magistrála, klíčová především k dopravě hnědého uhlí ze severních Čech. Trať mezi Nymburkem a Ústím nad Labem se stala doménou neslavně proslulého těžkotonážního hnutí s lokomotivami řad 555.0 a 556.0. V roce 1958 byl úsek z Kolína do Lysé nad Labem elektrizován stejnosměrnou napájecí soustavou 3 kV. V počátcích elektrického provozu na trati jezdily lokomotivy řady 140, zanedlouho poté ale převládly na nákladních vlacích stroje řad 121, 122 a v menší míře též 181. Lokomotivy řady 122 zde spolu s řadou 123 v nákladní dopravě jezdí ve značném počtu dodnes.[kdy?]
V roce 1972 odjel poslední osobní vlak z nádraží Praha-Těšnov a zastávkové vlaky od té doby končily ve stanici Praha-Vysočany. Samotná trať byla zrušena v roce 1984, do té doby sloužila pro nákladní dopravu a po nějaký čas po zastavení osobní dopravy též fungovalo těšnovské depo. V roce 1985 pak byla architektonicky hodnotná budova nádraží za poněkud chaotických okolností odstřelena. S tratí na Těšnov byla zrušena i stanice Praha-Libeň dolní nádraží a zastávka Praha-Karlín přístav.[zdroj?]
V roce 1976 byl elektrizován i zbývající úsek z Lysé do Prahy-Vysočan. V 80. letech na většině osobních vlaků jezdily elektrické lokomotivy řady 130, ty jezdily i na rychlících. Na některých osobních vlacích jezdily též elektrické jednotky řad 451 a 452. Na vojenském rychlíku z Moskvy do Milovic do Lysé zajížděla ze Slovenska též lokomotiva řady 140. Na nákladních vlacích mezi Lysou a Kolínem v této době zcela převažovaly stroje řad 121 a 122, též bylahodně zastoupena řada 181. V úseku mezi Prahou a Lysou jezdil jen menší počet dálkových nákladních vlaků, trať byla významná především kvůli značné nakládce ve zdejších stanicích a vlečkách, hodně nákladu se též dopravovalo po přilehlých regionálních tratích do Neratovic a Mochova. Na manipulačních vlacích, které tuto trať v 80. letech obsluhovaly, jezdily dieselelektrické stroje řady 771.
V 90. letech se objevovaly další řady lokomotiv. Jednalo se především o řady 163, 363 a 372. Naopak postupně mizely starší stroje řad 121 a 181. V letech 2004–2008 byly vystavěny nové spojky v pražském železničním uzlu označované jako Nové spojení, které umožňují přímou jízdu vlaků na Masarykovo nádraží a novou kapacitnější tratí připojují též pražské hlavní nádraží.
V období 2009–2010 byl v Kolíně přes řeku Labe postaven nový železniční most na místě starého mostu. Nový most má třetí pole opatřeno přípravou pro zdvihací zařízení, aby v budoucnu po jeho zvednutí mohly proplouvat lodi s vyšším nákladem.

## Současný provoz na trati
Trať lze rozdělit na dvě části s poněkud odlišným charakterem provozu. Jednou částí je úsek z Prahy do Lysé nad Labem a druhou úsek z Lysé do Kolína. Zatímco v první části provozu zcela dominuje osobní příměstská doprava ve spojení se spěšnou linkou R42 a rychlíky do Hradce Králové (ty jsou nicméně v úseku Praha–Nymburk od roku 2018, nejprve výlukami a pak i pravidelným jízdním řádem, odkloněny přes Poříčany kvůli rekonstrukci mezi Prahou a Lysou nad Labem), úsek druhý je pak součástí významného tranzitního tahu nákladní dopravy, kde jezdí i značný počet uhelných vlaků, které dopravují hnědé uhlí ze severočeské hnědouhelné pánve směrem dál do Čech, především pro elektrárny ve Chvaleticích, Opatovicích a Trutnově-Poříčí.[zdroj?]
Na zastávkových vlacích, které jezdí jako linka S2 Praha – Nymburk – Kolín, S9 Benešov – Praha – Lysá nad Labem a S22 Praha – Milovice jezdí elektrické jednotky řady 471 (CityElefant). Dříve na nich jezdily elektrické jednotky řad 451 a 452. Rychlíky na trase Praha – Hradec Králové – Trutnov jsou sestaveny většinou z lokomotiv řady 162/163 nebo 150.2 a starších a modernizovaných rychlíkových vozů, na rychlících R23 Ústí n. L. –  Kolín, které provozuje RegioJet, jsou také nasazovány lokomotivy řady 162 a upravené vozy původem z Rakouska a Německa. Od JŘ 2024/2025 nasazuje RegioJet také elektrickou jednotku řady 665. Rychlíky Kolín – Nymburk – Rumburk, které provozuje Arriva, jsou vedeny motorovou jednotkou 845.[zdroj?] Spěšné vlaky Kolín – Chlumec nad Cidlinou – Trutnov byly sestaveny z modernizovaných motorových vozů řady 843 a přípojných vozů Btn753, nově jsou nasazovány motorové jednotky řady 847 (RegioFox).
Zastávkové vlaky v úseku Praha – Lysá nad Labem jezdí v pracovní dny v kratším než půlhodinovém taktu, o víkendech a ve svátcích pak v půlhodinovém, v hodinovém taktu většinou jezdí i zastávkové vlaky v úseku Lysá nad Labem – Kolín, stejně jako rychlíky Praha – Hradec Králové, do Trutnova pokračují v taktu dvouhodinovém. V ranních a odpoledních špičkách jezdí ještě několik vlaků navíc. Rychlíky do Ústí nad Labem a Rumburku, stejně jako spěšné vlaky do Trutnova jezdí v taktu dvouhodinovém.[zdroj?]
V roce 2023 byla dokončena optimalizace úseku mezi Čelákovicemi a Lysou nad Labem, v prosinci 2023 pak i úsek Praha-Vysočany – Mstětice. Po zavedení ETCS bude traťová rychlost 140–160 km/h, do té doby zůstane rychlost 100 km/h.

## Budoucnost tratě
Probíhá modernizace úseku mezi Čelákovicemi a Mstěticemi, jenž byla zahájena 25. listopadu 2022, přičemž hlavní část stavebních prací měla začít na jaře 2023. Součástí modernizace je zejména zvýšení rychlosti ze původních 100 km/h na 140–160 km/h a 2 přeložky v délce 1,9 km hned za Čelákovicemi a 1 km v blízkosti stanice Mstětice. Důvodem je již zcela nedostačující propustnost tratě, což komplikuje hustou příměstskou dopravu. Dokončení se očekává na podzim roku 2025. Též se tato trať má stát součásti tzv. Pátého železničního koridoru, který by měl spojovat Prahu a Liberec. Modernizace úseku Lysá nad Labem – Kolín včetně třetí koleje z Lysé n. L. do Libice nad Cidlinou a Libické spojky je v plánu na roky 2031-2038.

## Odkaz v kultuře
Na železniční putování z Prahy do Kolína odkazuje skladba Vlakem na Kolín skupiny Krausberry (z alba Na větvi z roku 1996):

Vlakem na Kolín z nádraží Střed

sám ráno po pátý, utíkám Bůh ví kam

láska tvá bolí jak vřed,

obrazům tvým jsem dělal jen rám

...

## Stanice a zastávky

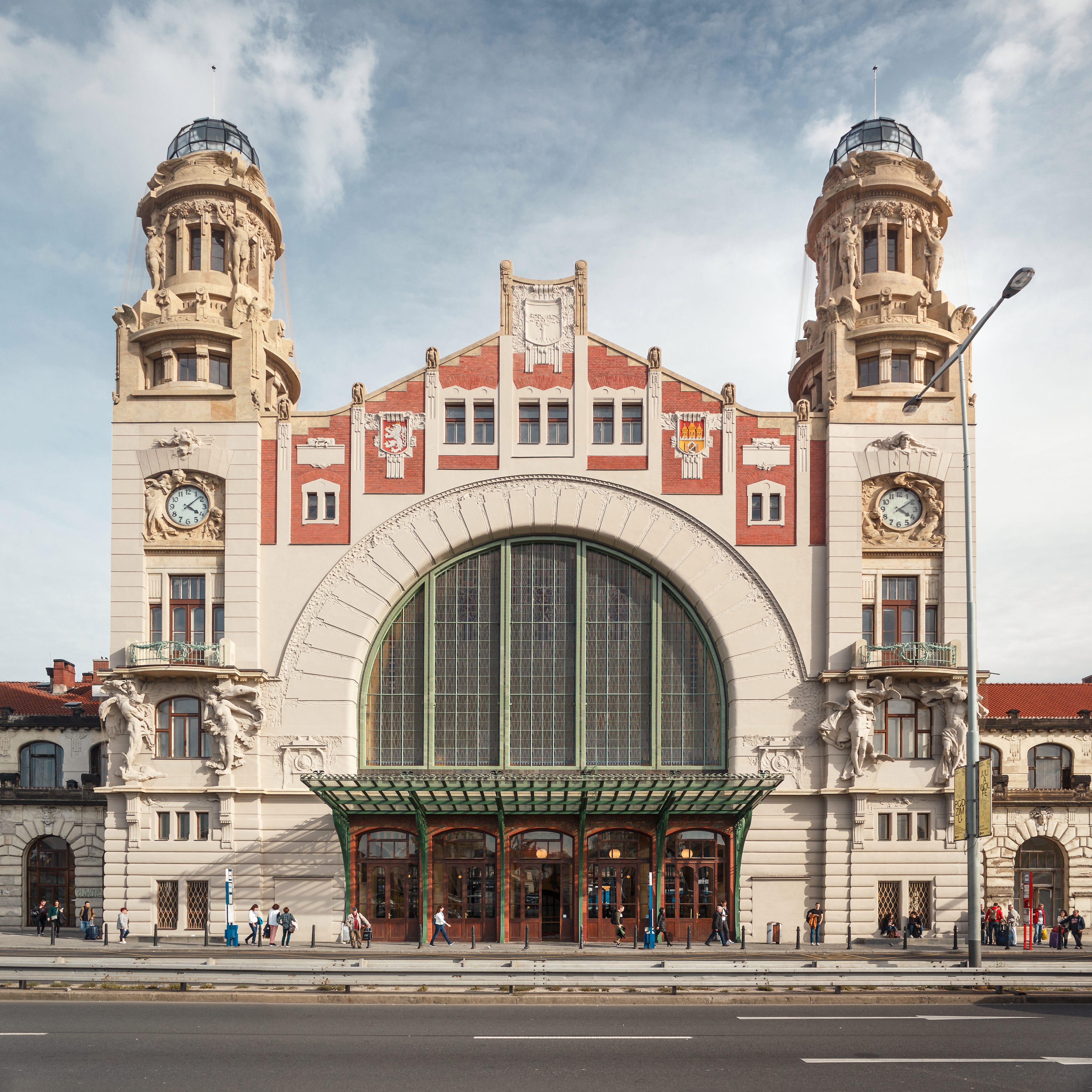
Praha hlavní nádraží
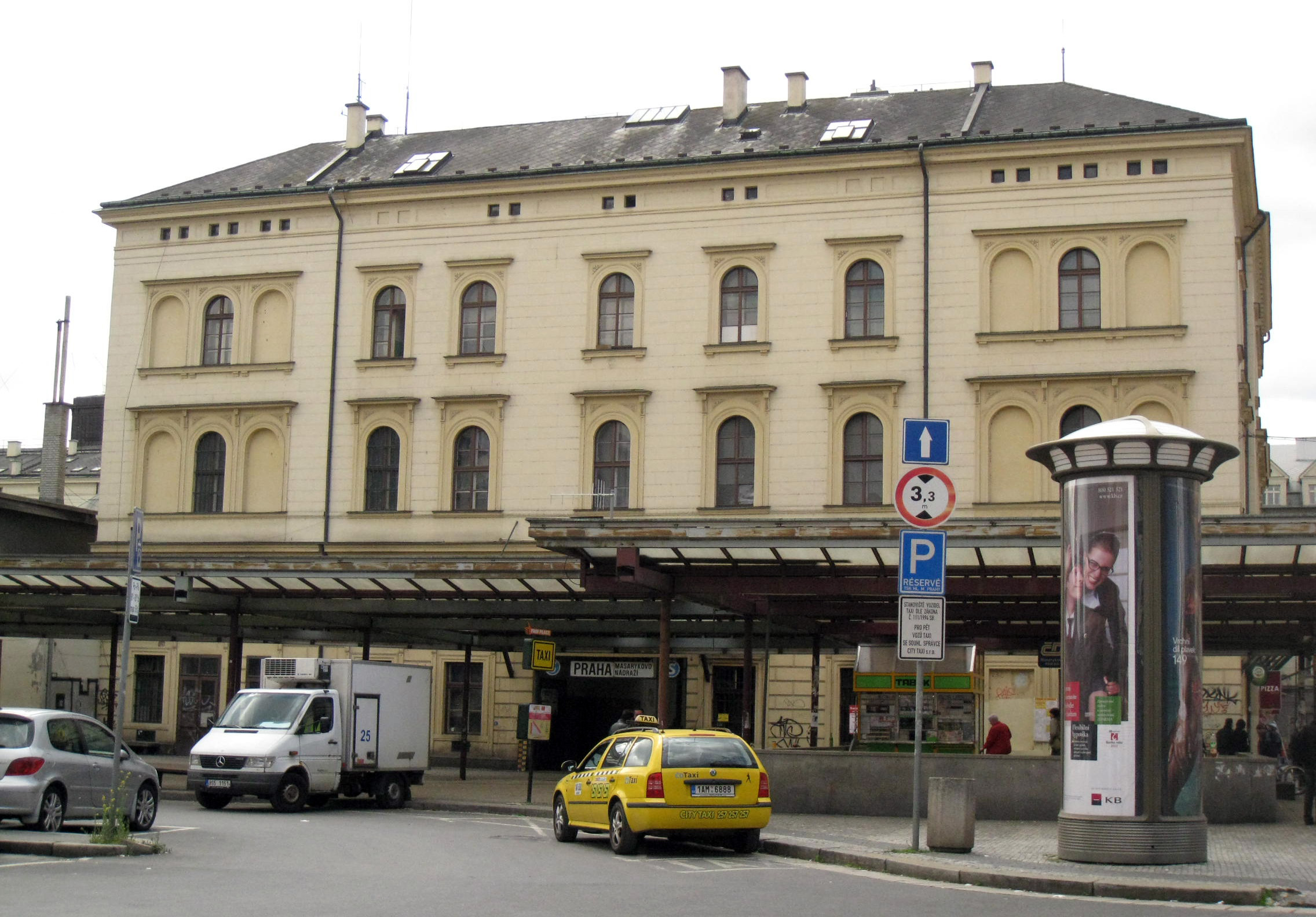
Praha Masarykovo nádraží
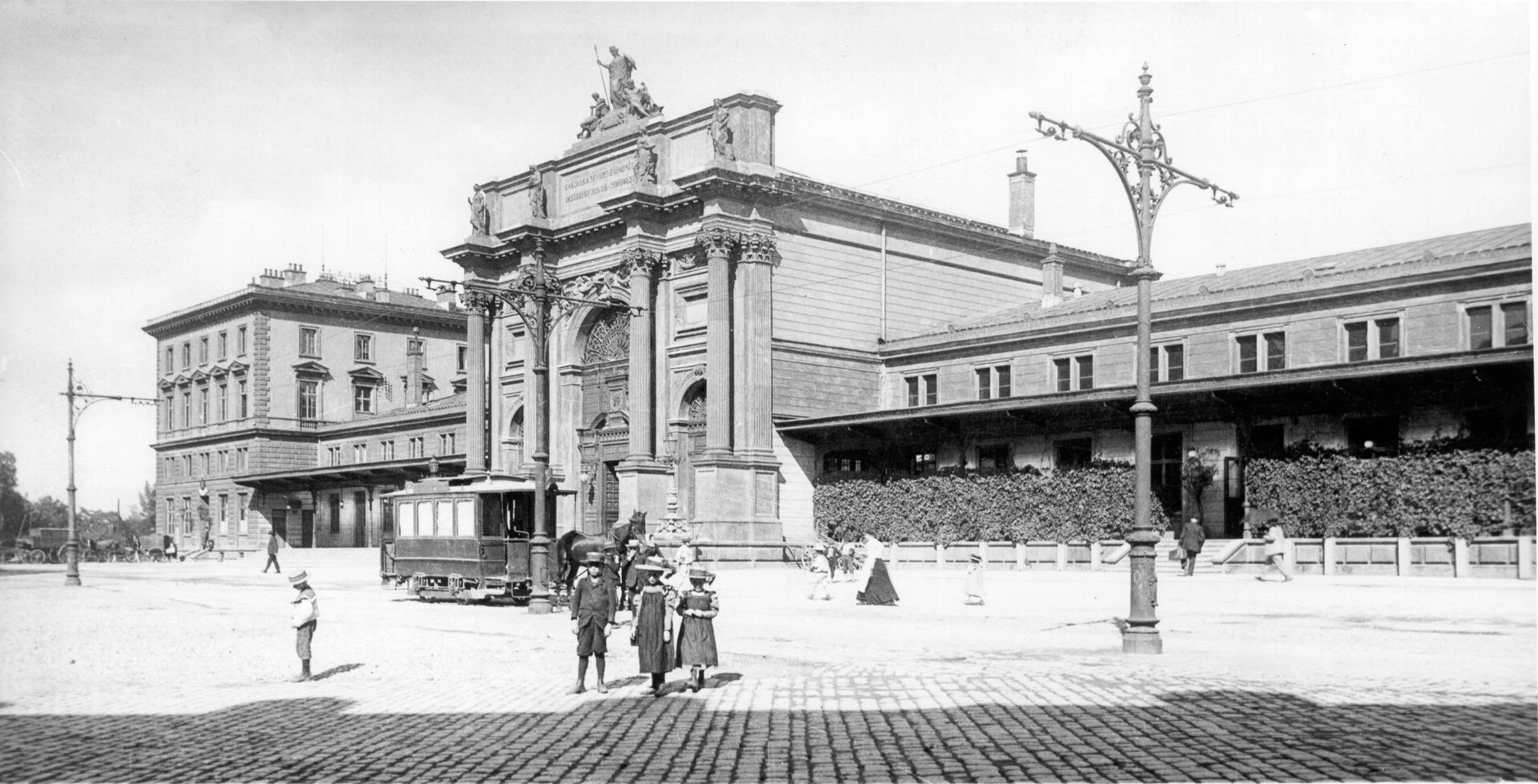
Praha-Těšnov (zruš.)
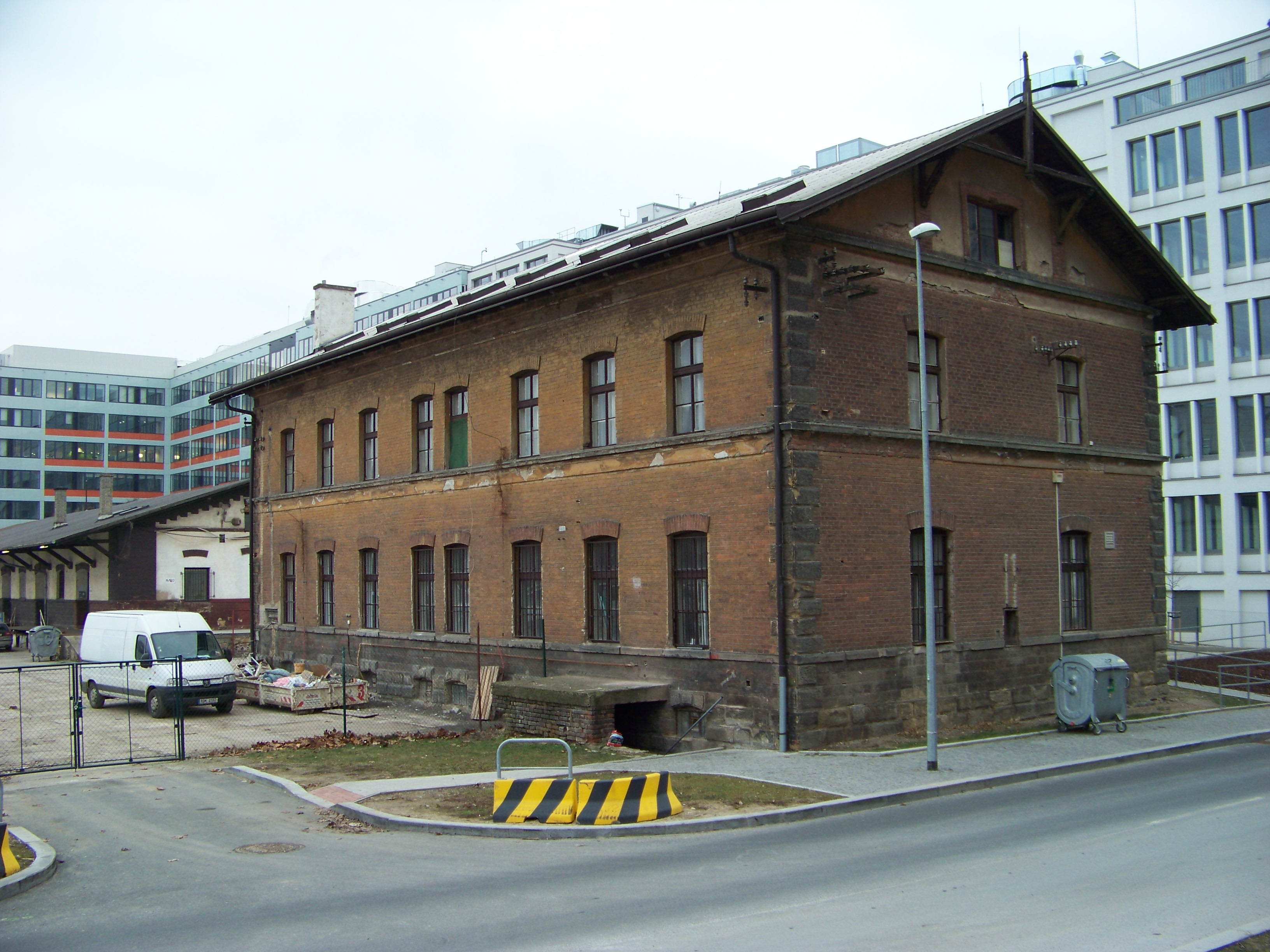
Nákladní obvod nádraží Těšnov na Rohanském ostrově (zruš.)
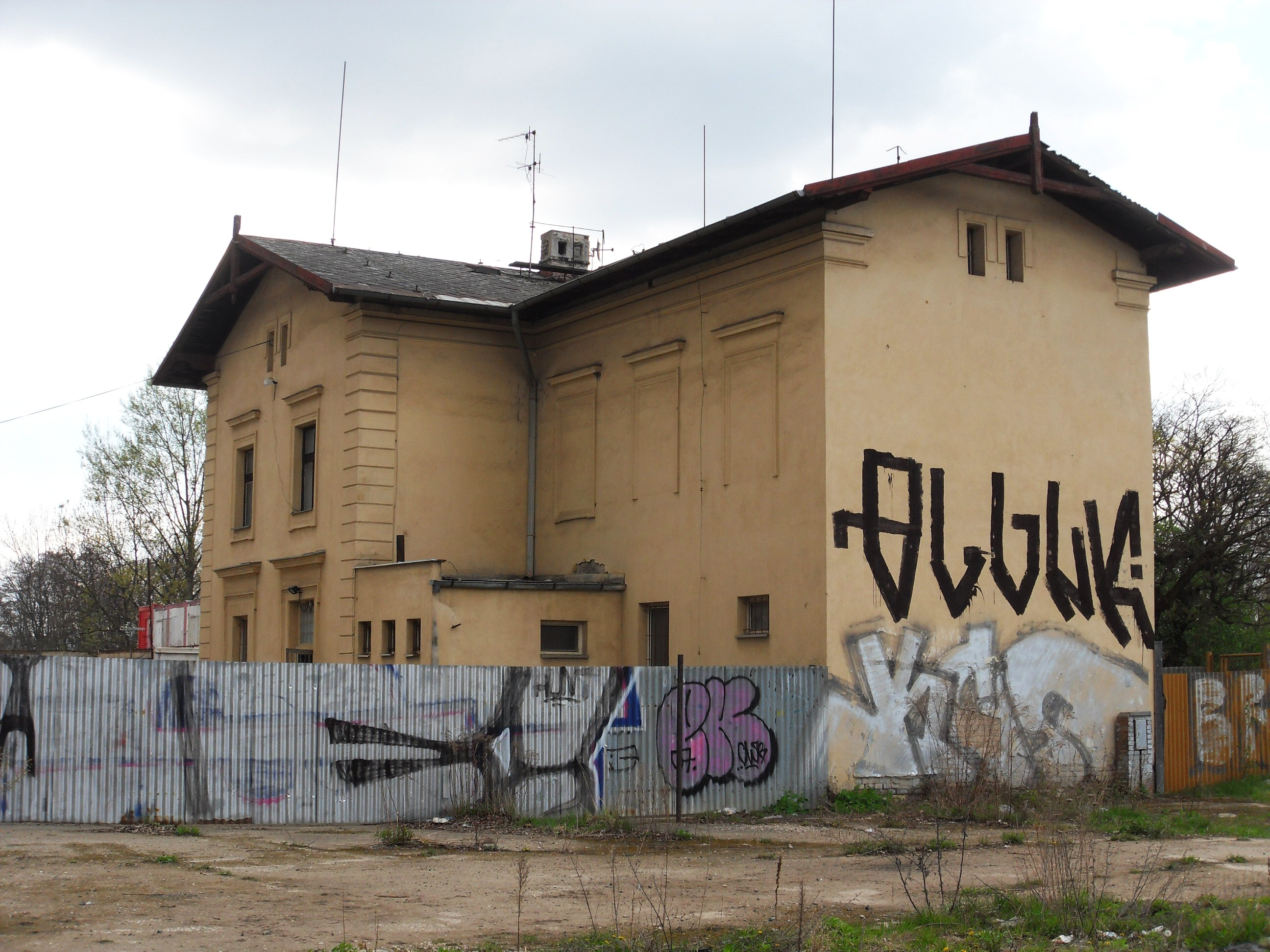
Praha-Libeň dolní nádraží (zruš.)
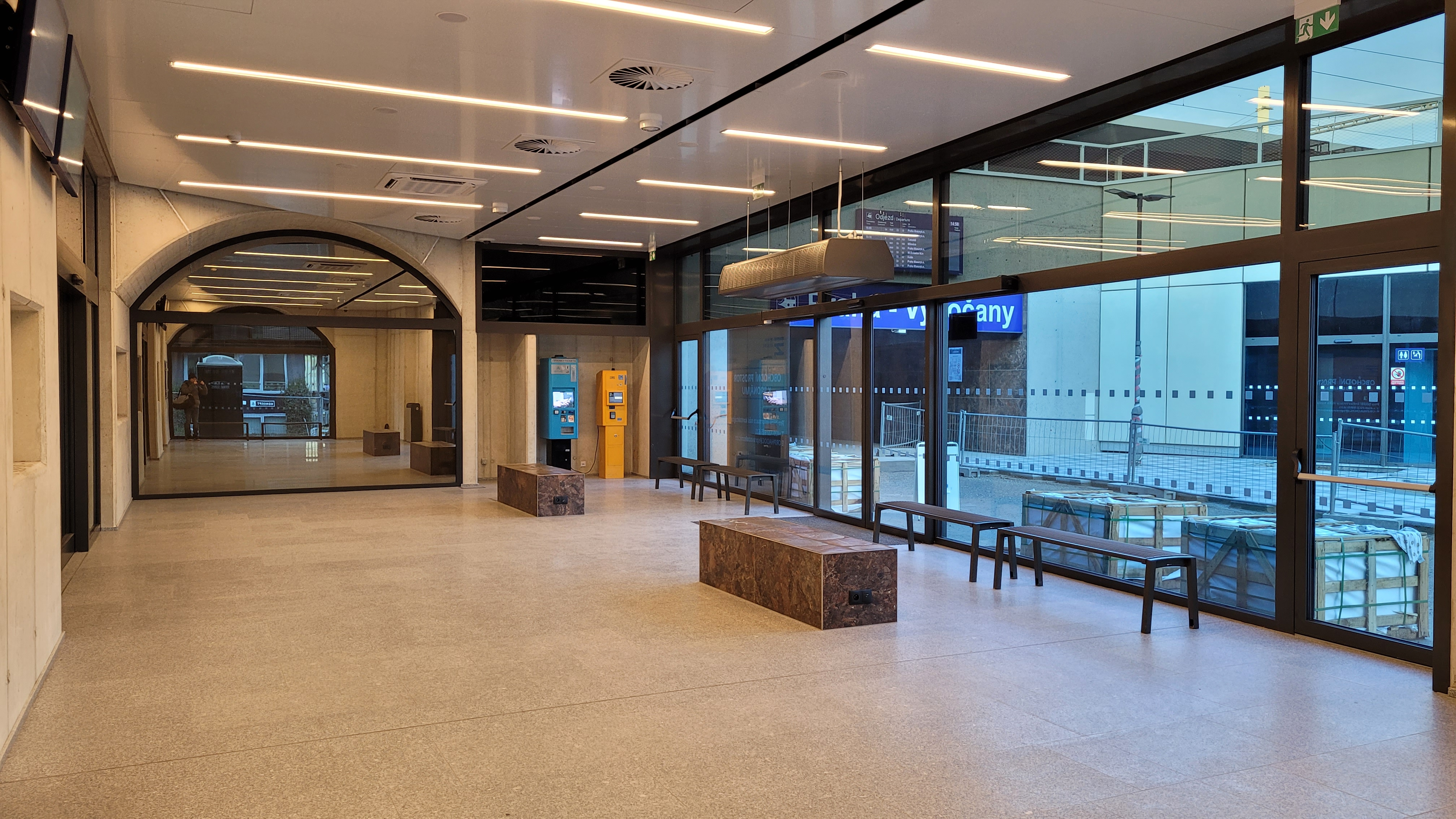
Praha-Vysočany (stav ke konci rekonstrukce)
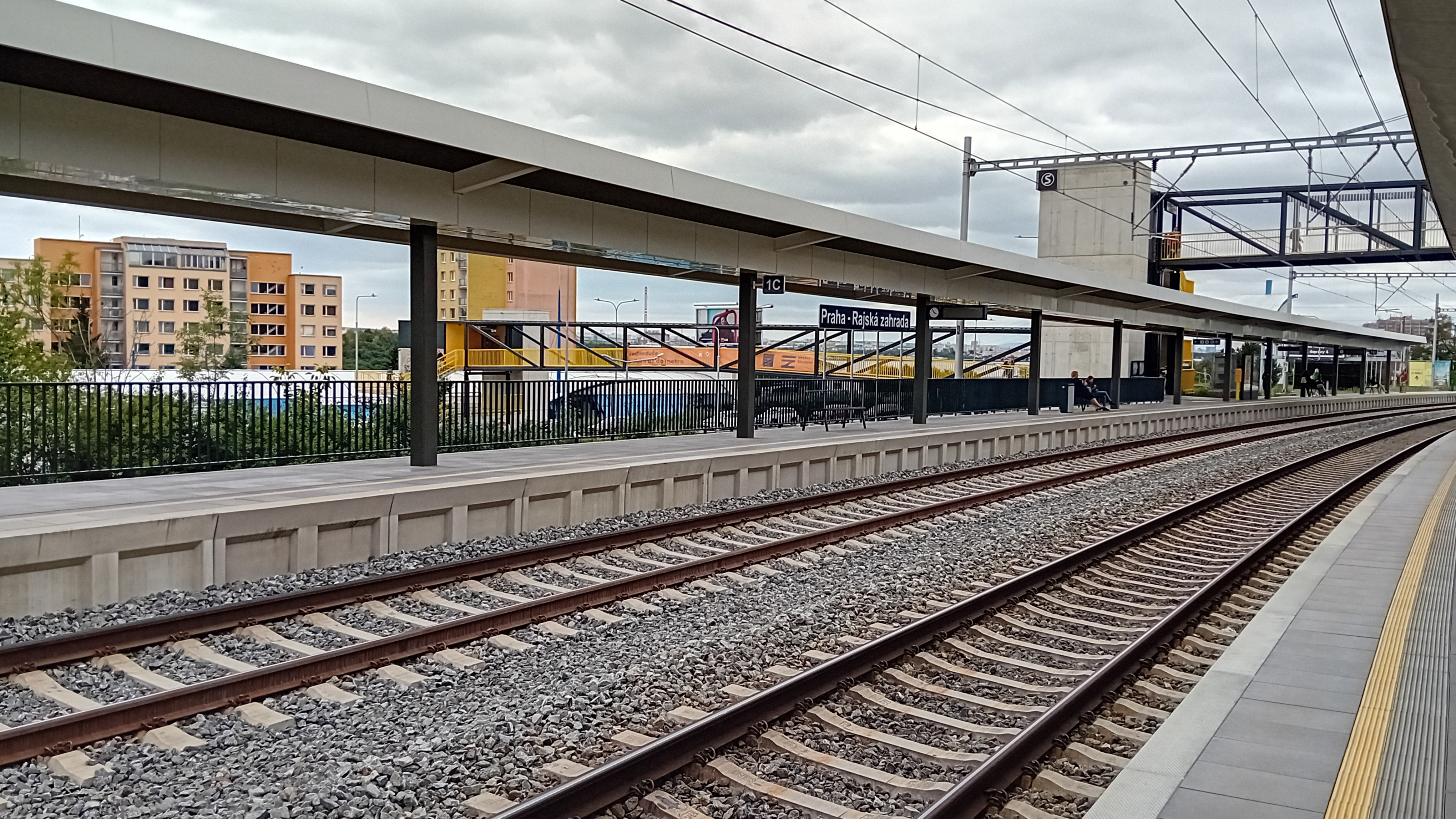
Praha-Rajská zahrada
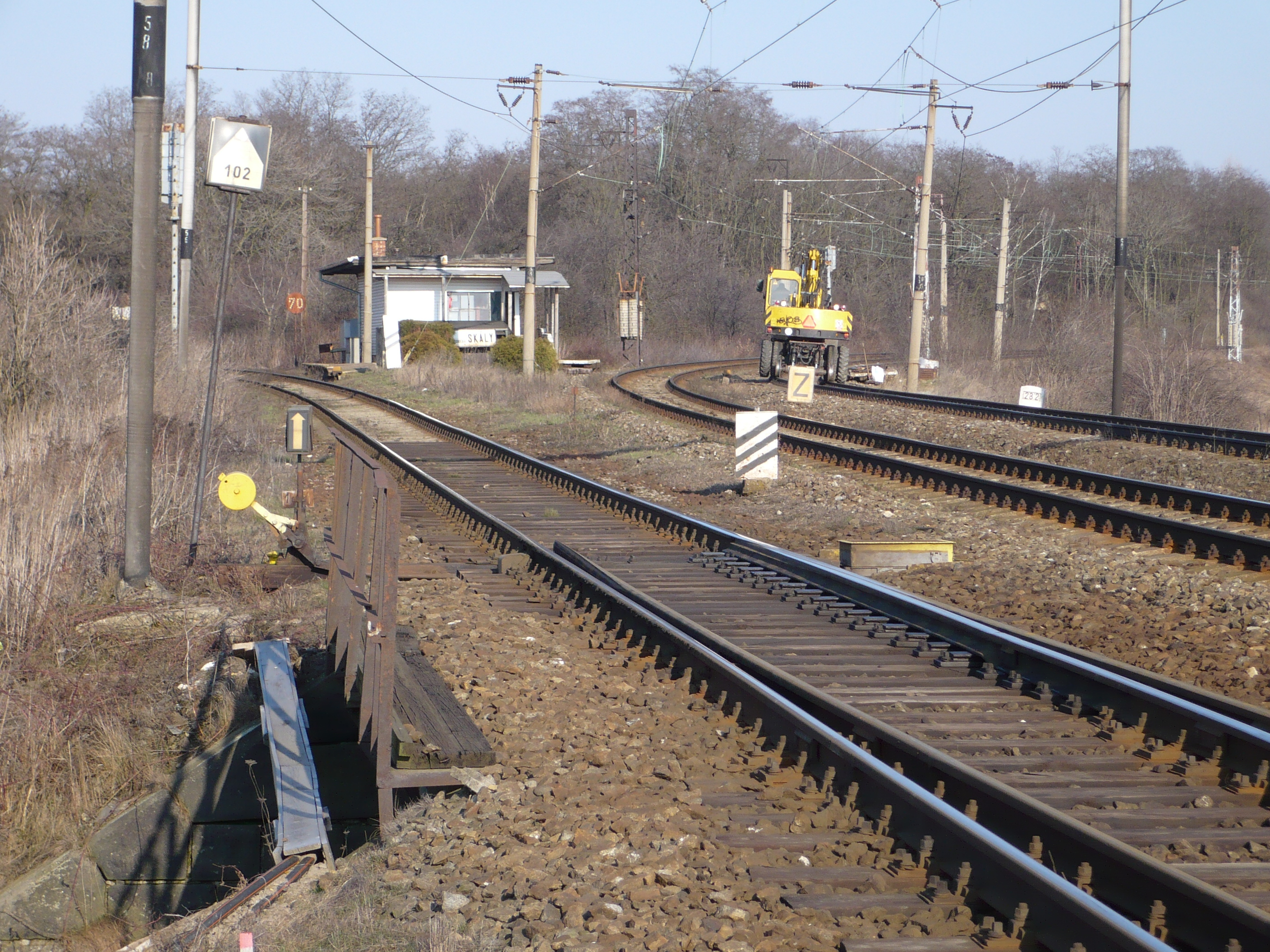
Skály (Odb.)
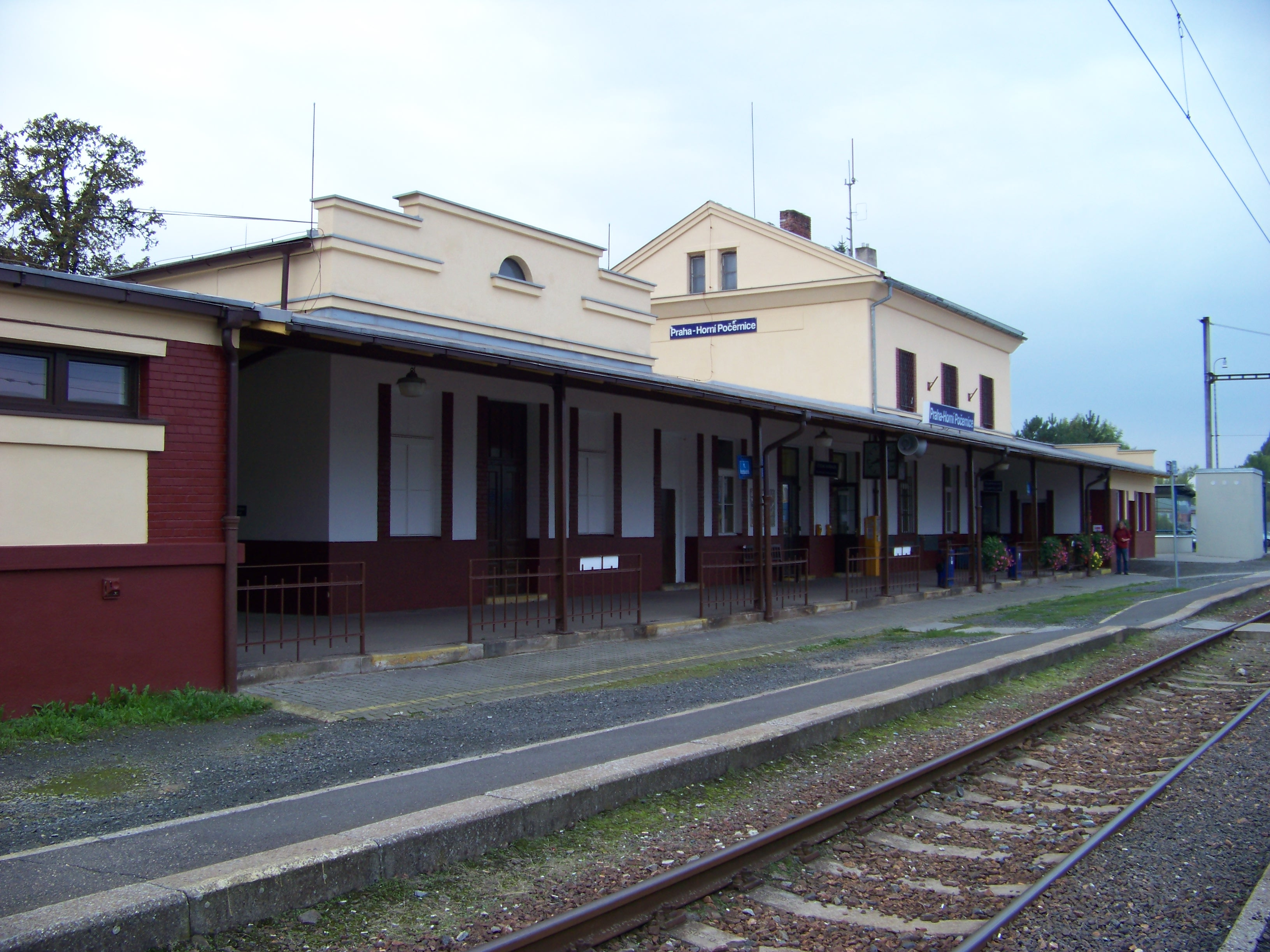
Praha-Horní Počernice
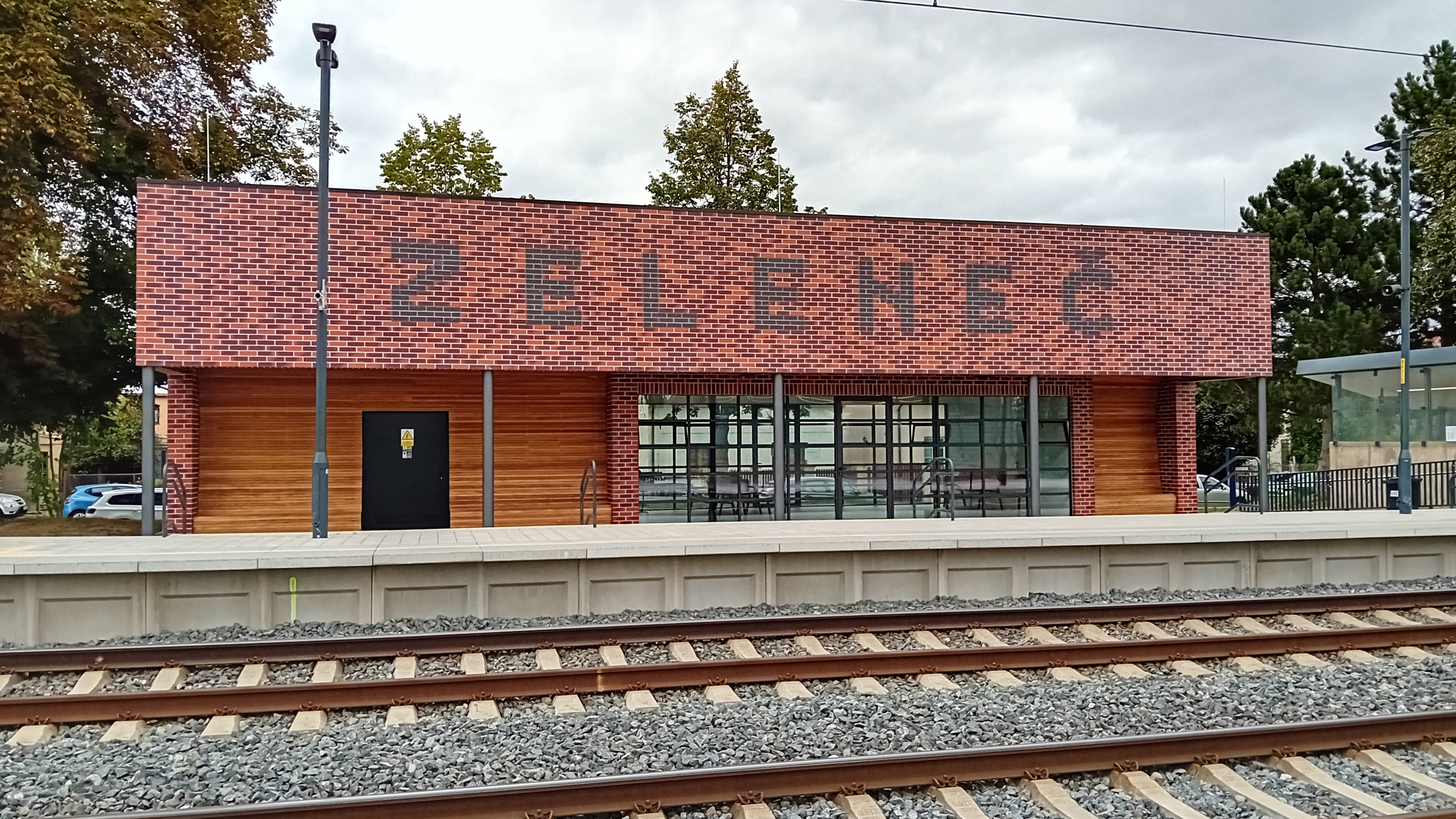
Zeleneč
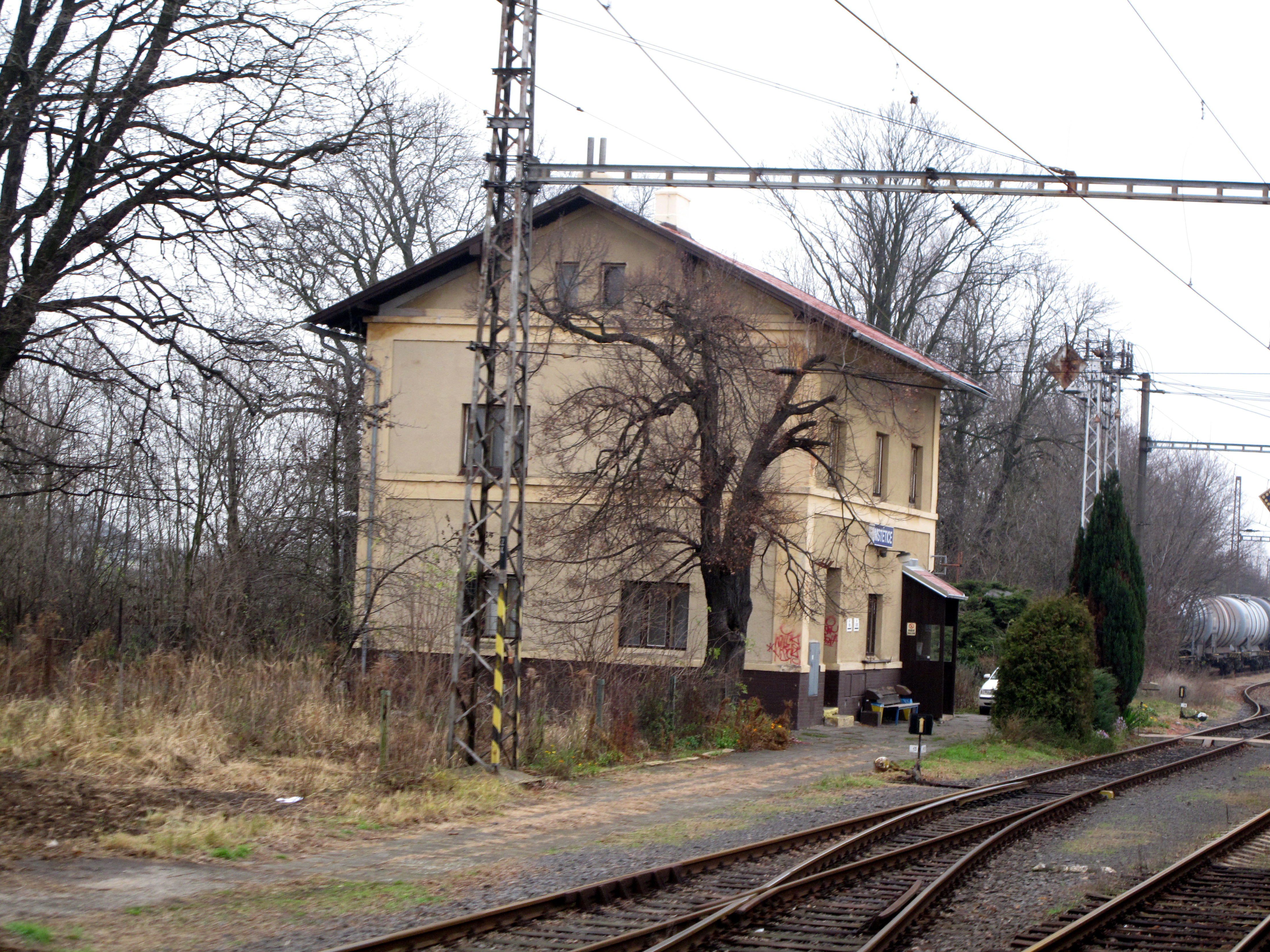
Mstětice
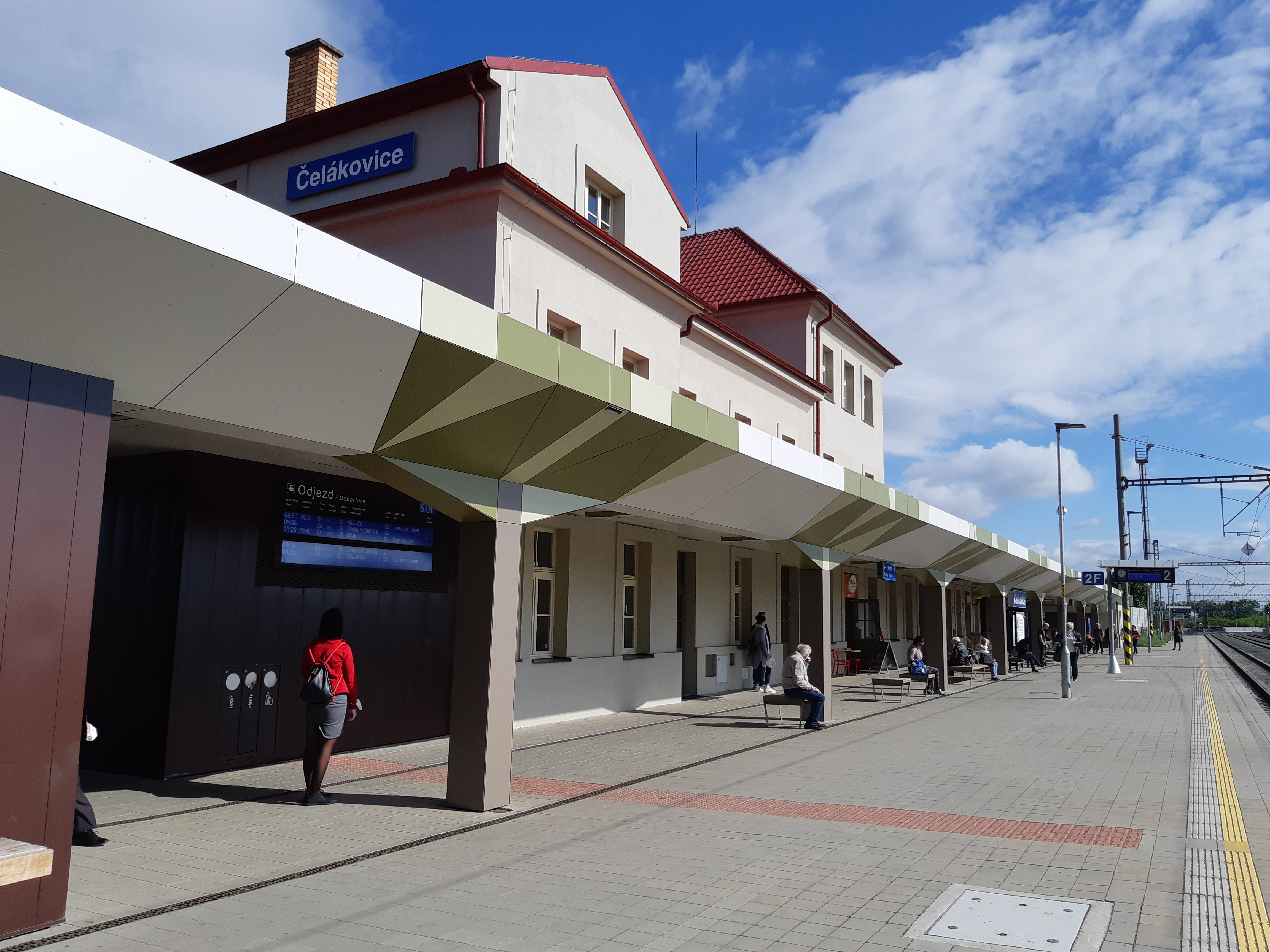
Čelákovice
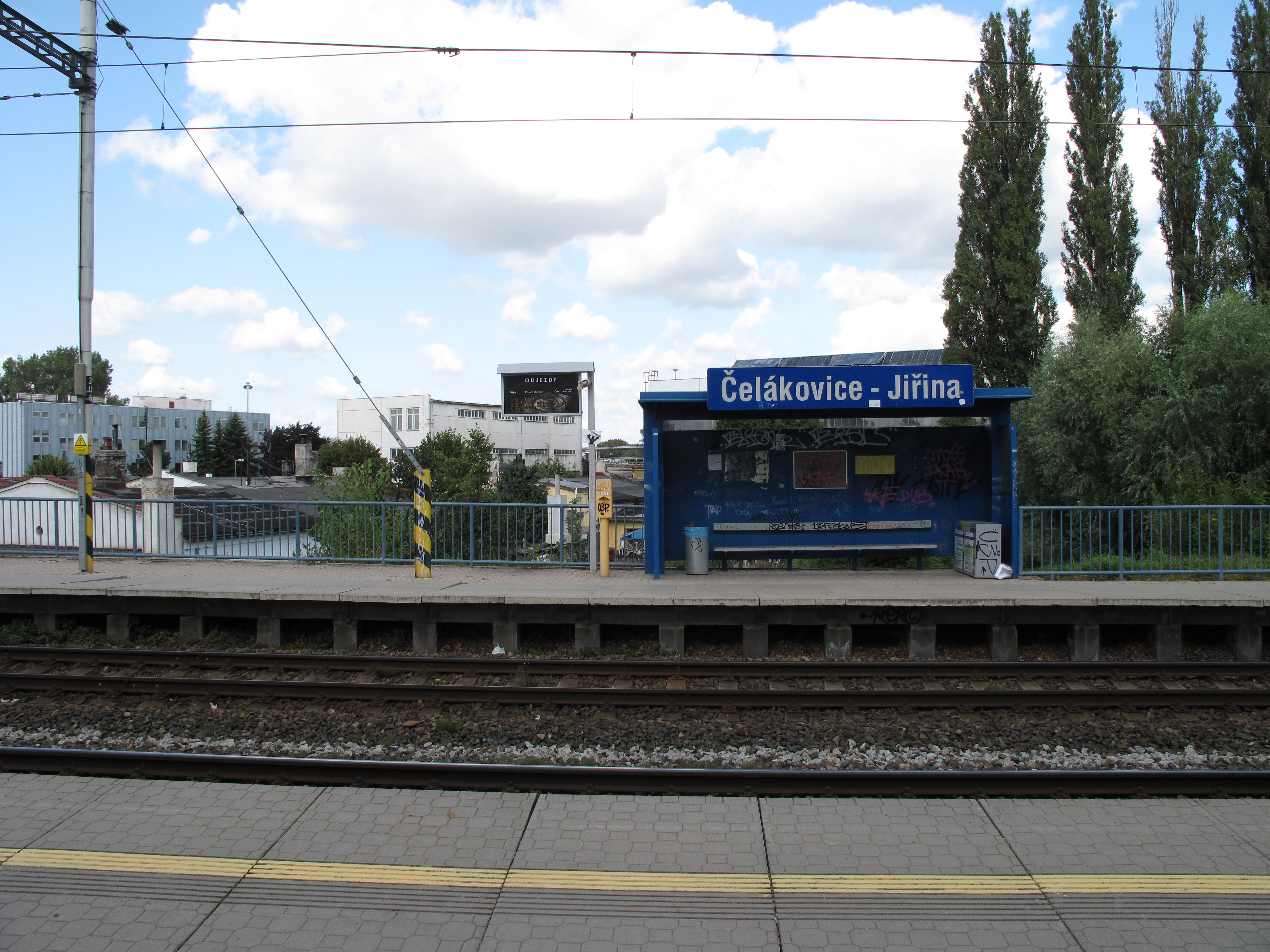
Čelákovice-Jiřina
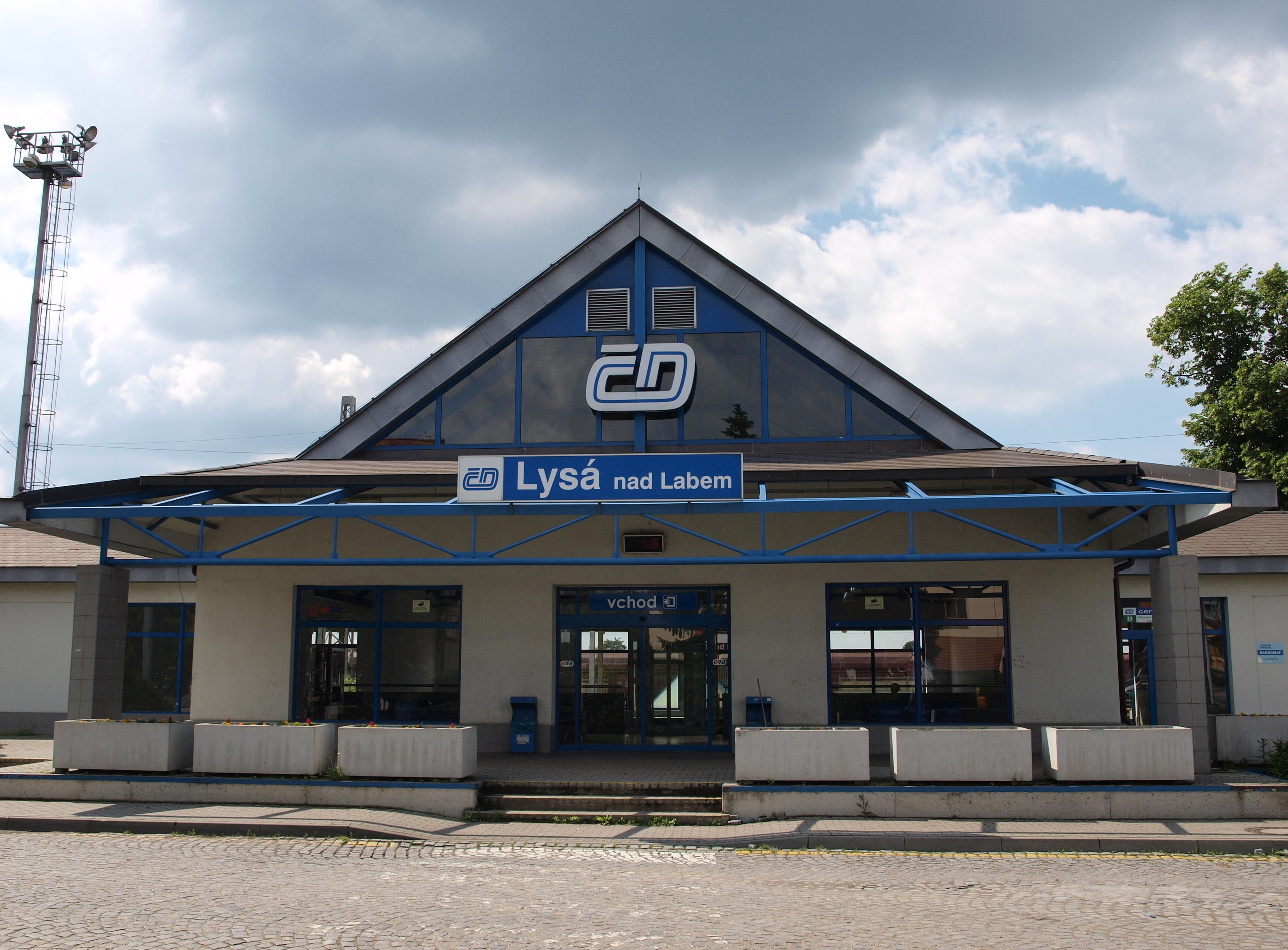
Lysá nad Labem
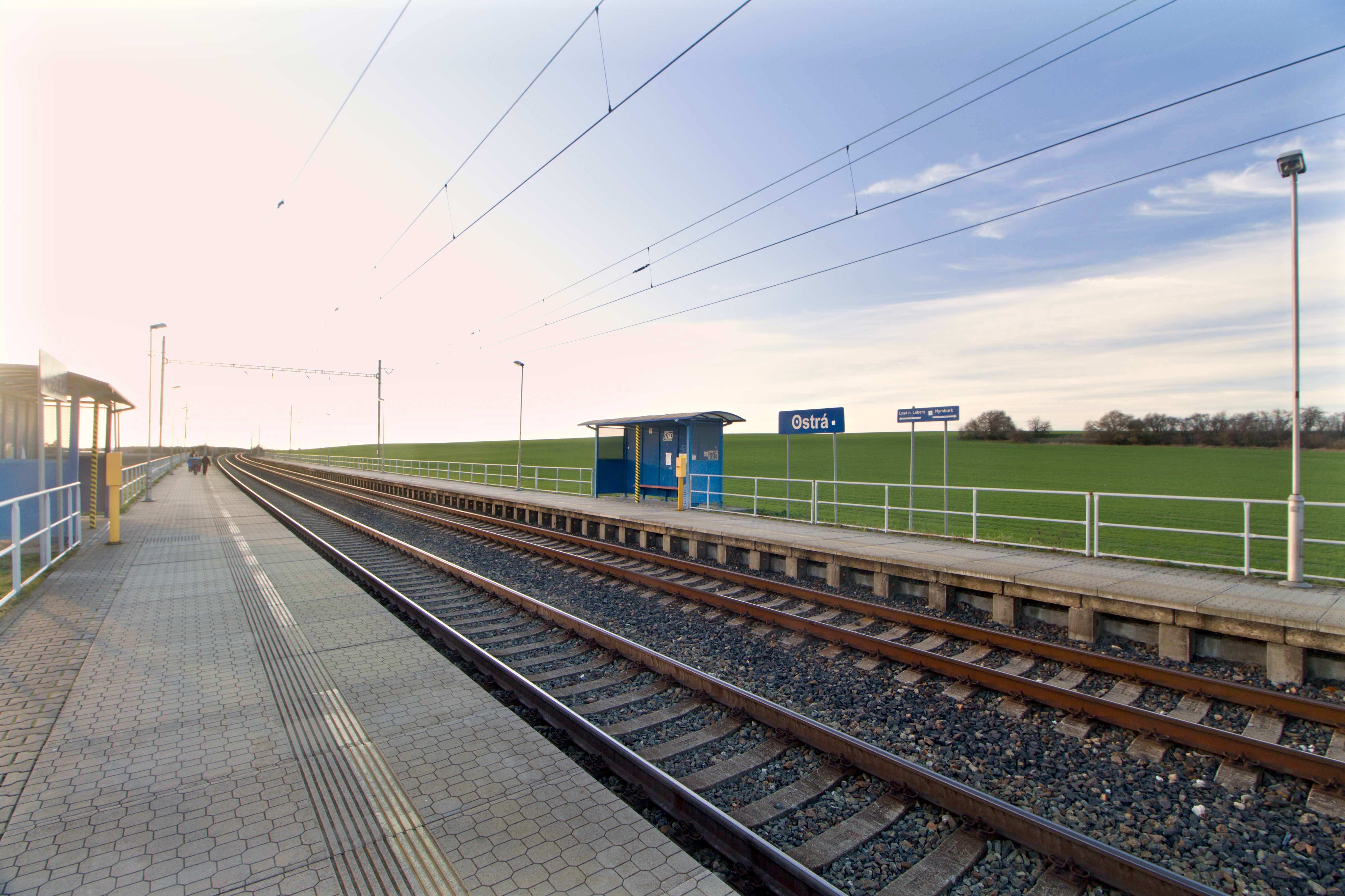
Ostrá
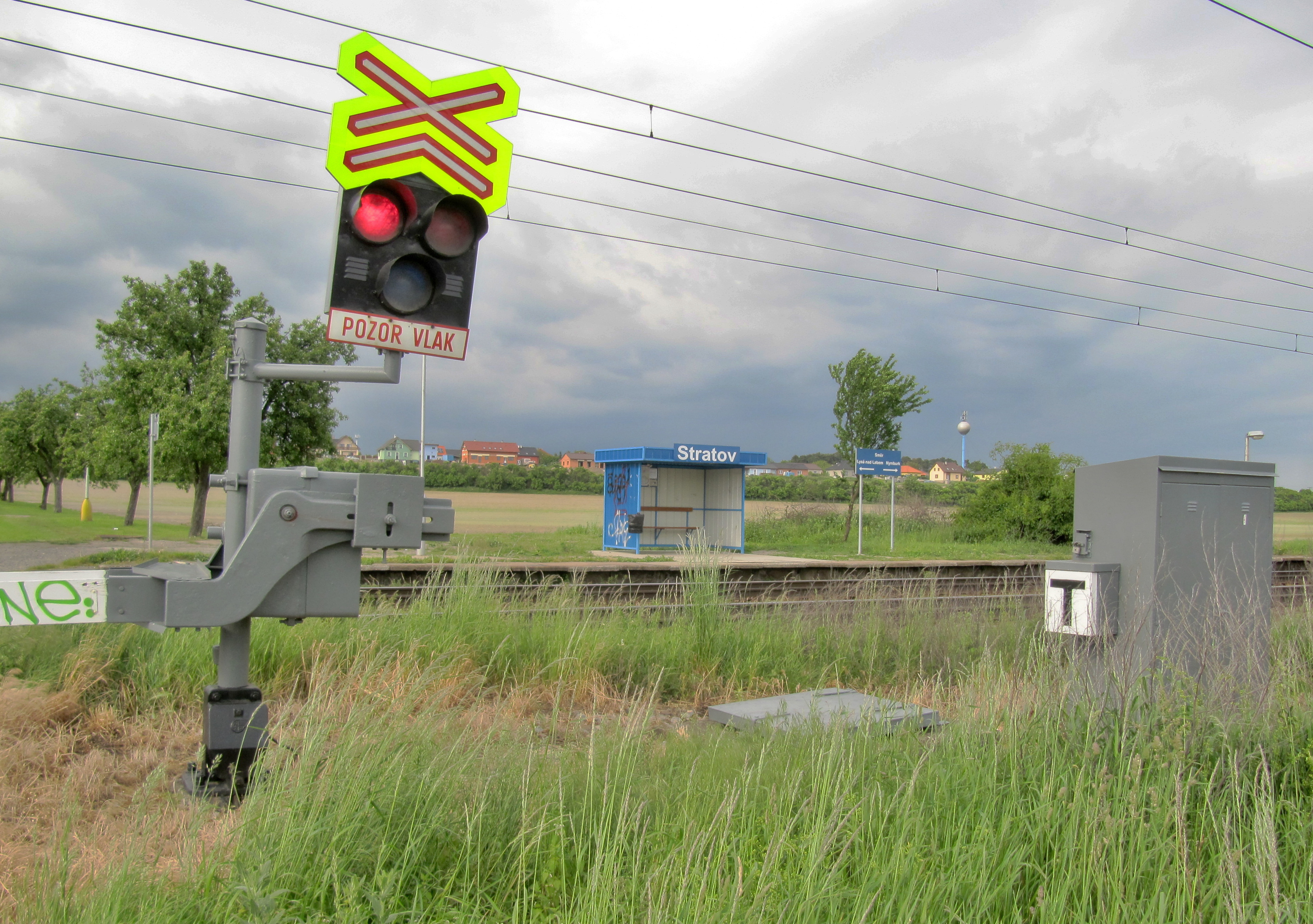
Stratov
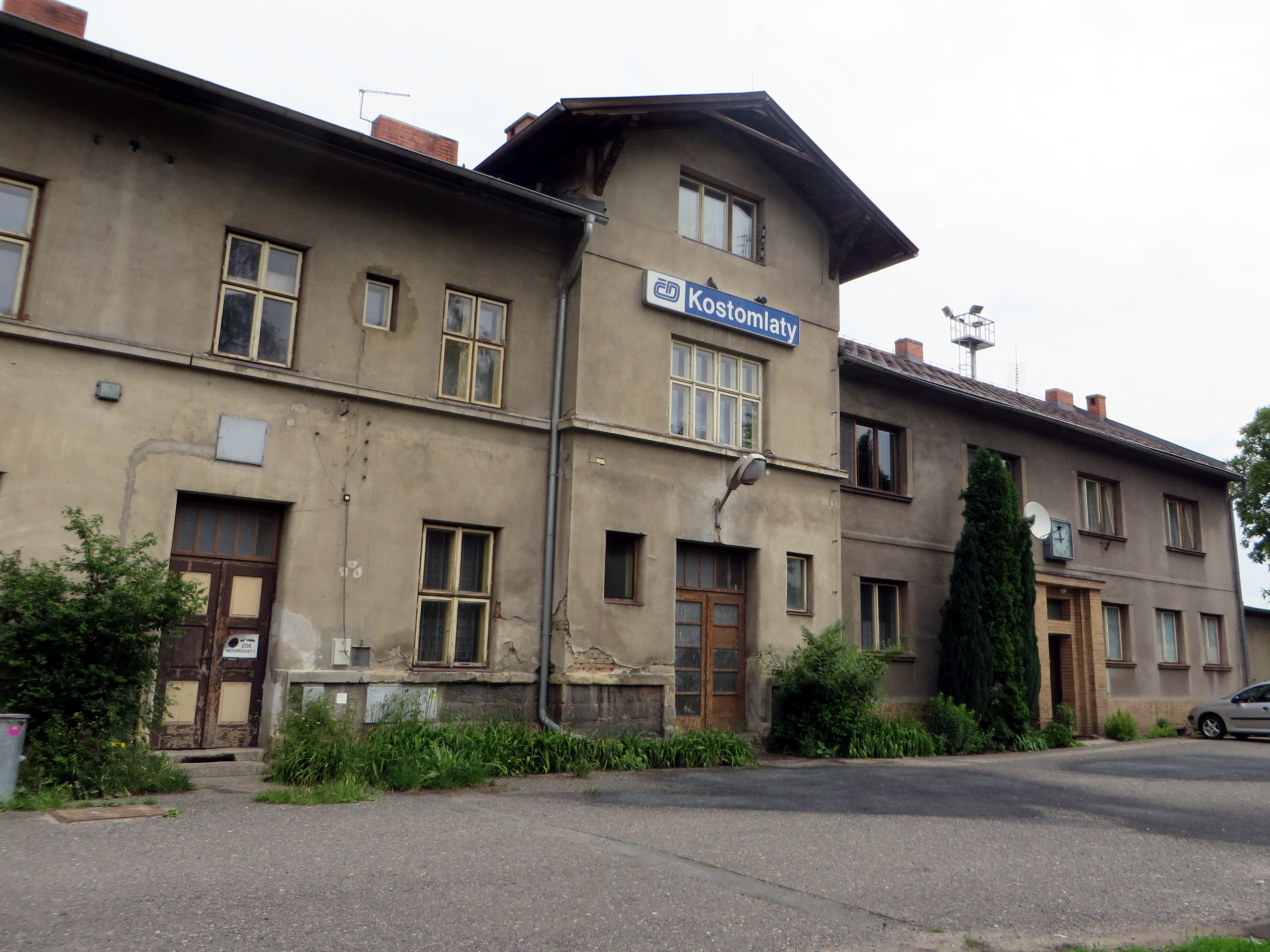
Kostomlaty nad Labem
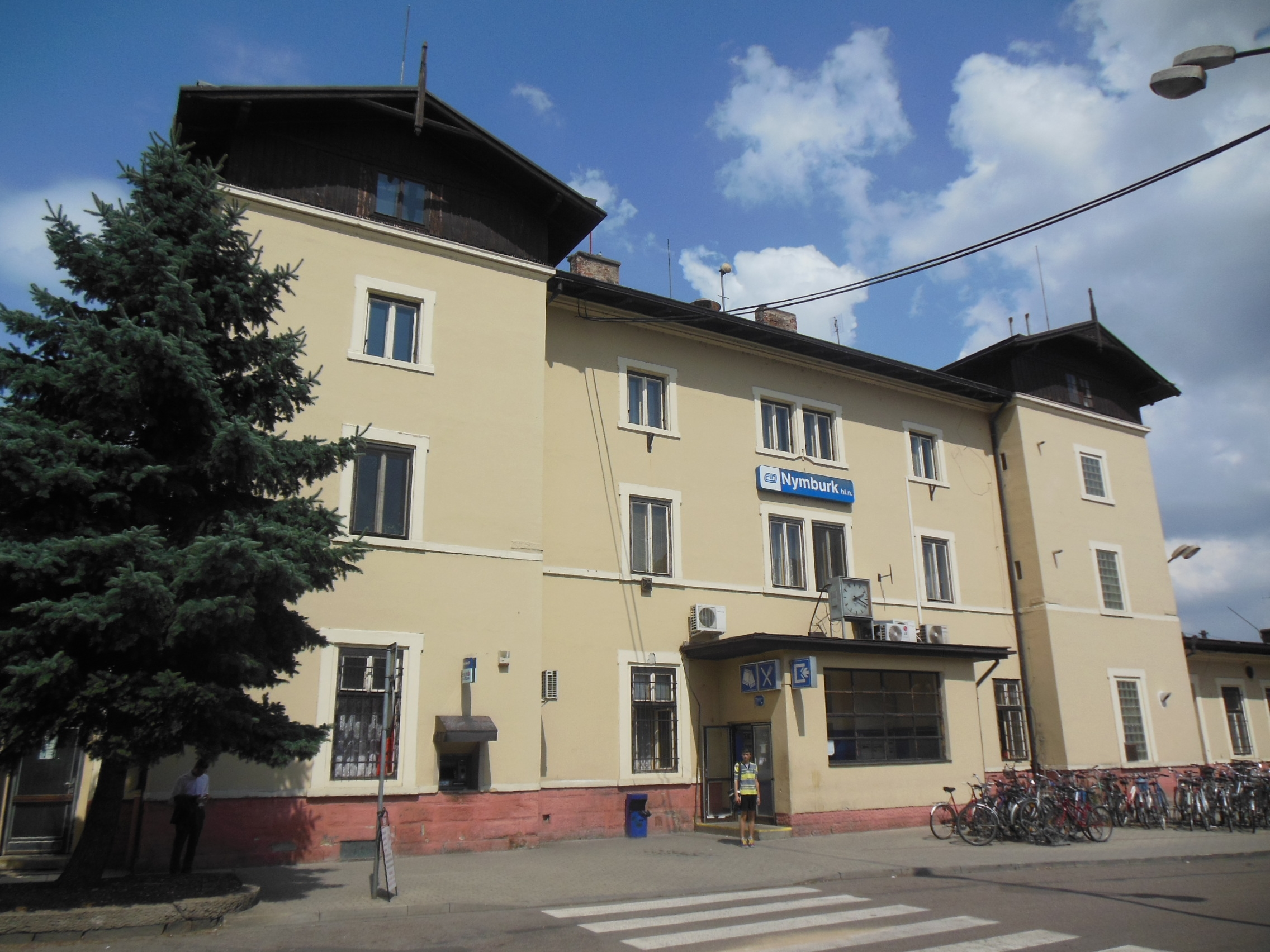
Nymburk hlavní nádraží
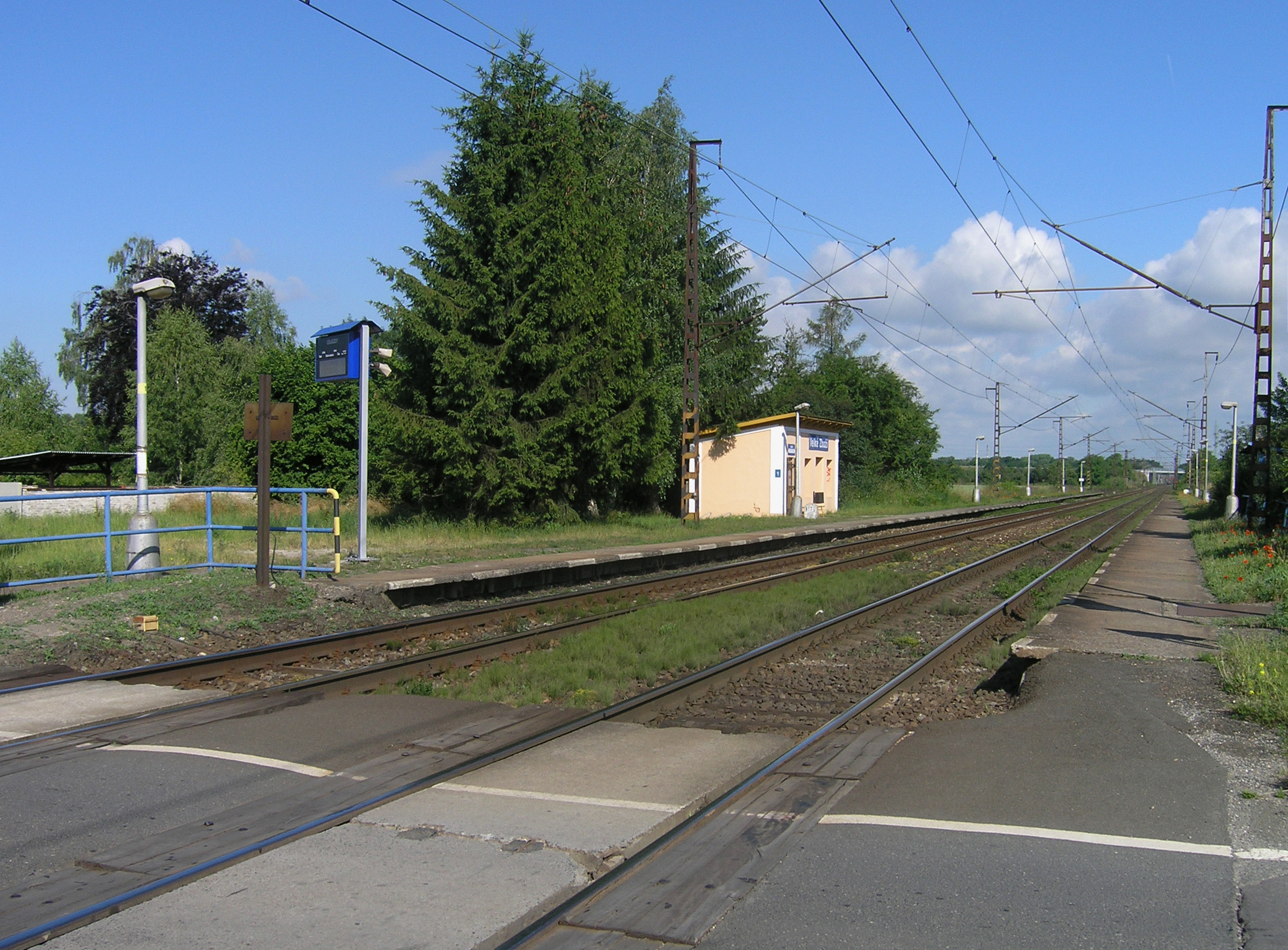
Velké Zboží
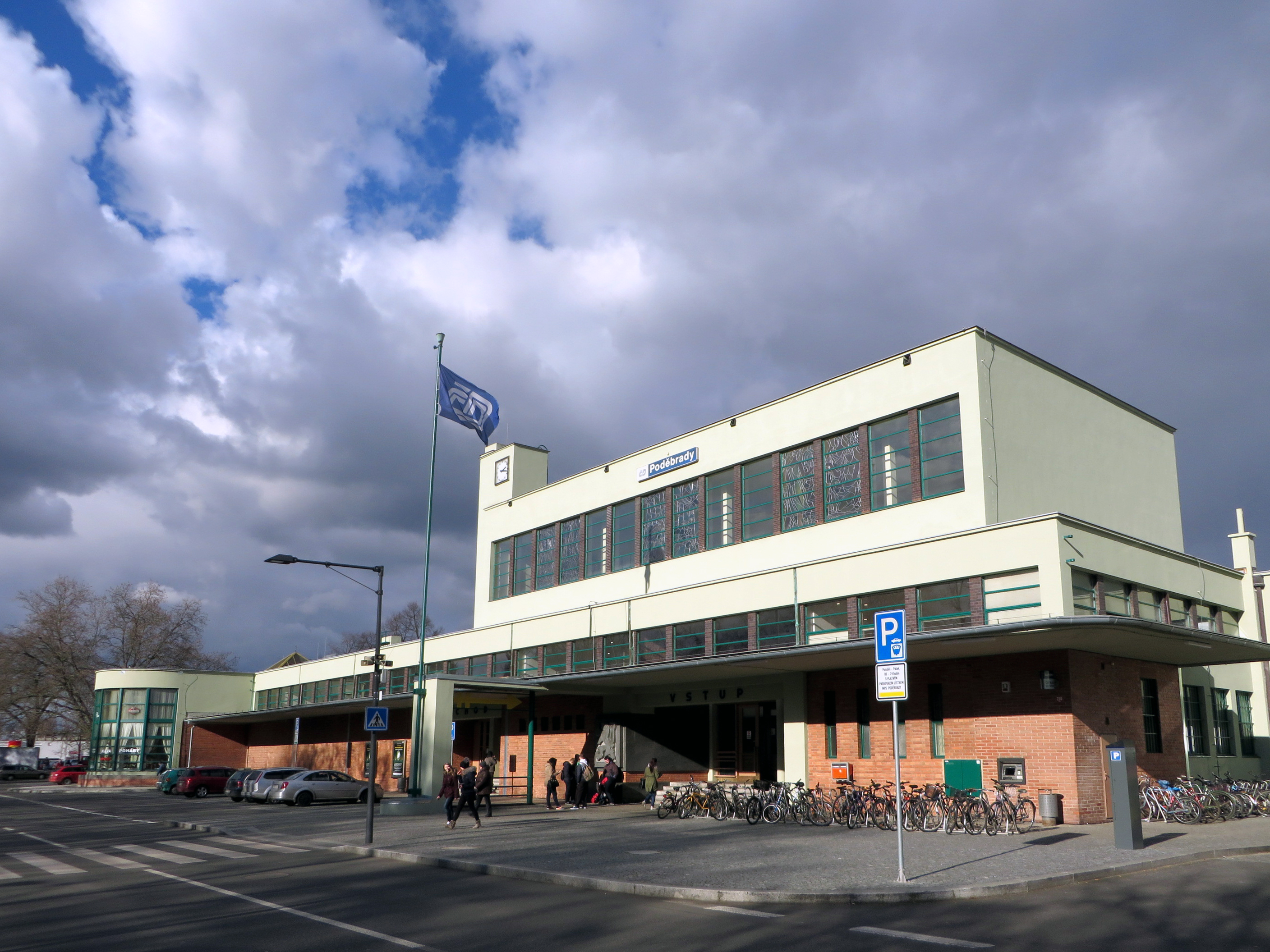
Poděbrady
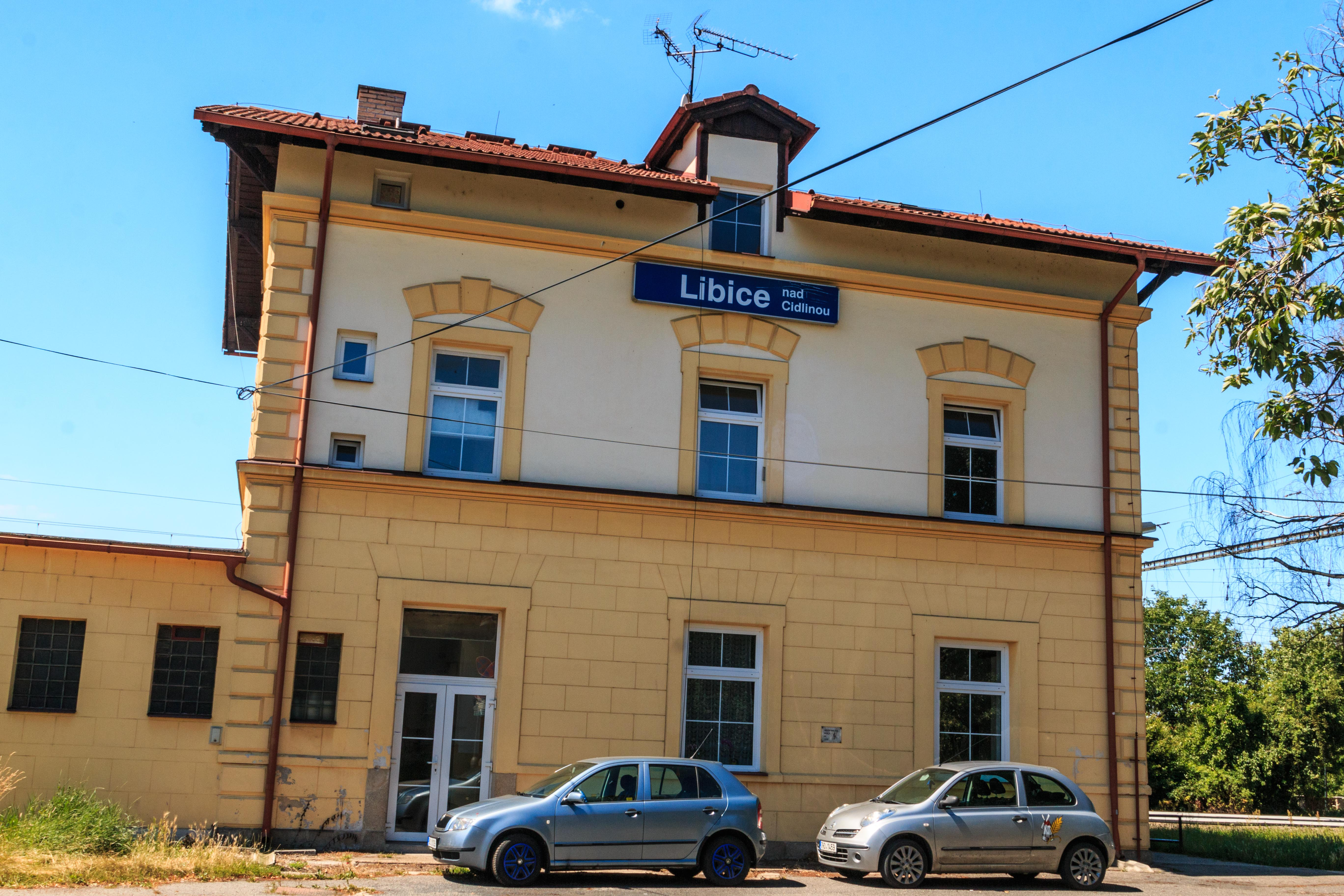
Libice nad Cidlinou
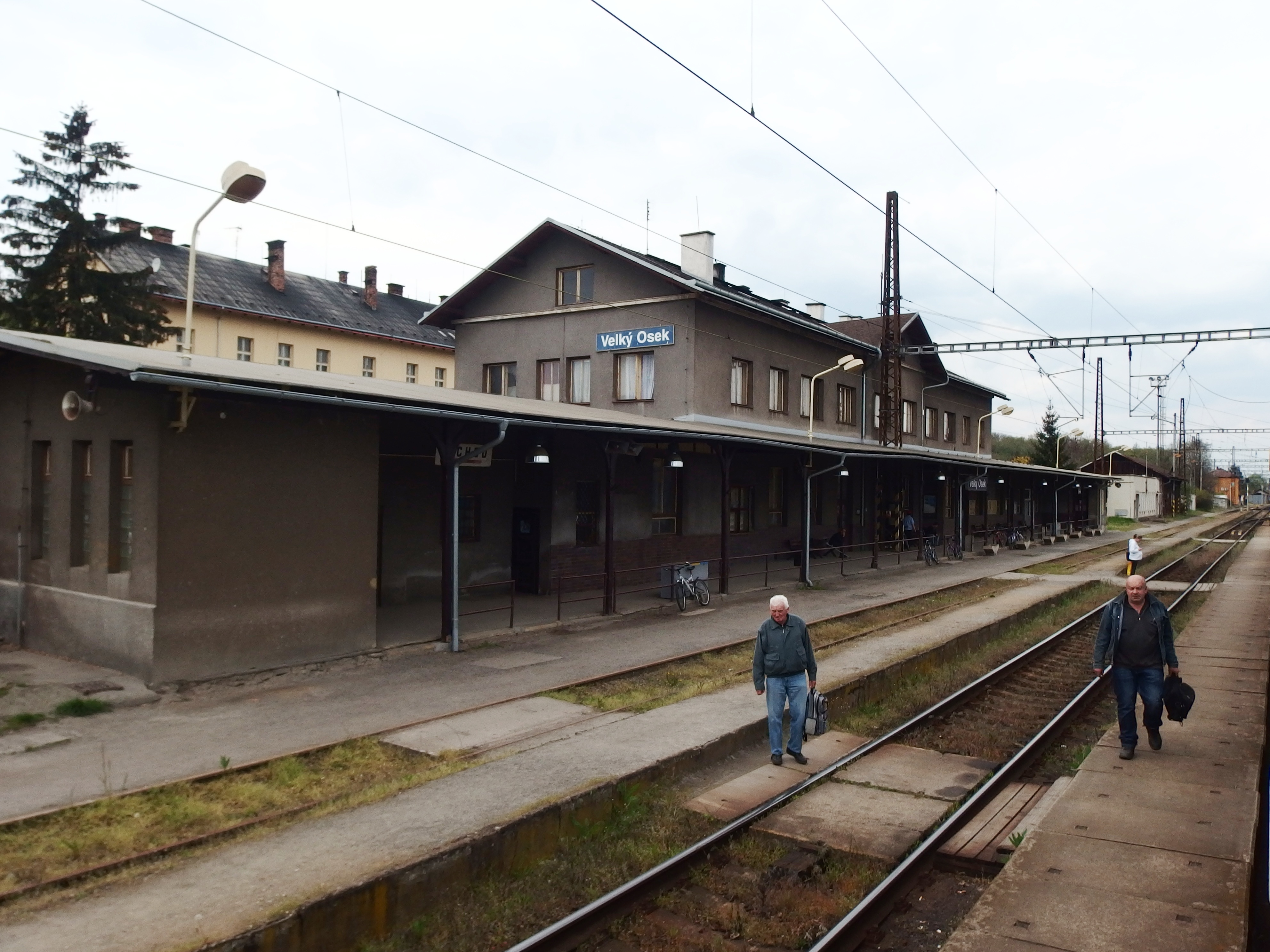
Velký Osek
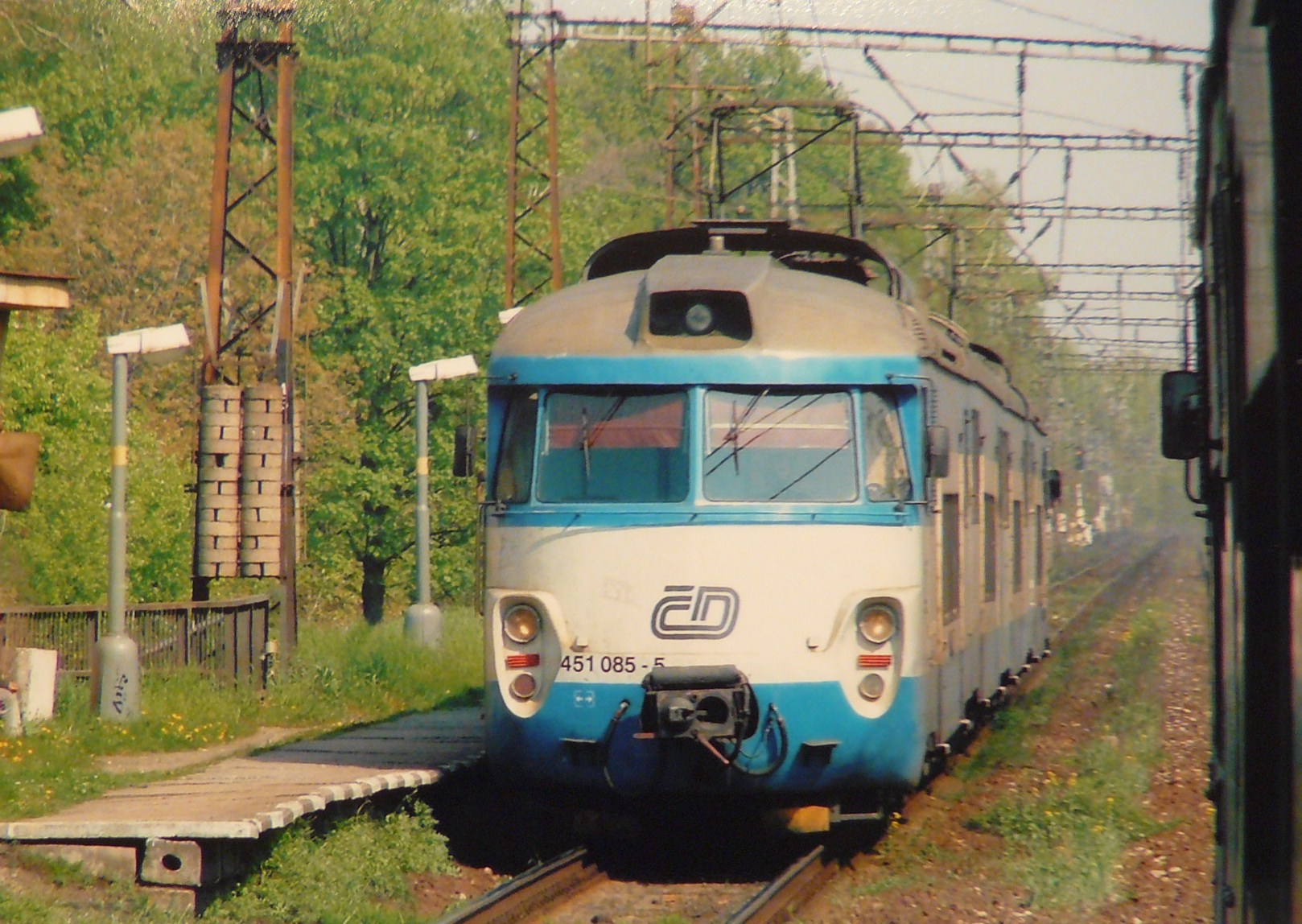
Kolín-Zálabí
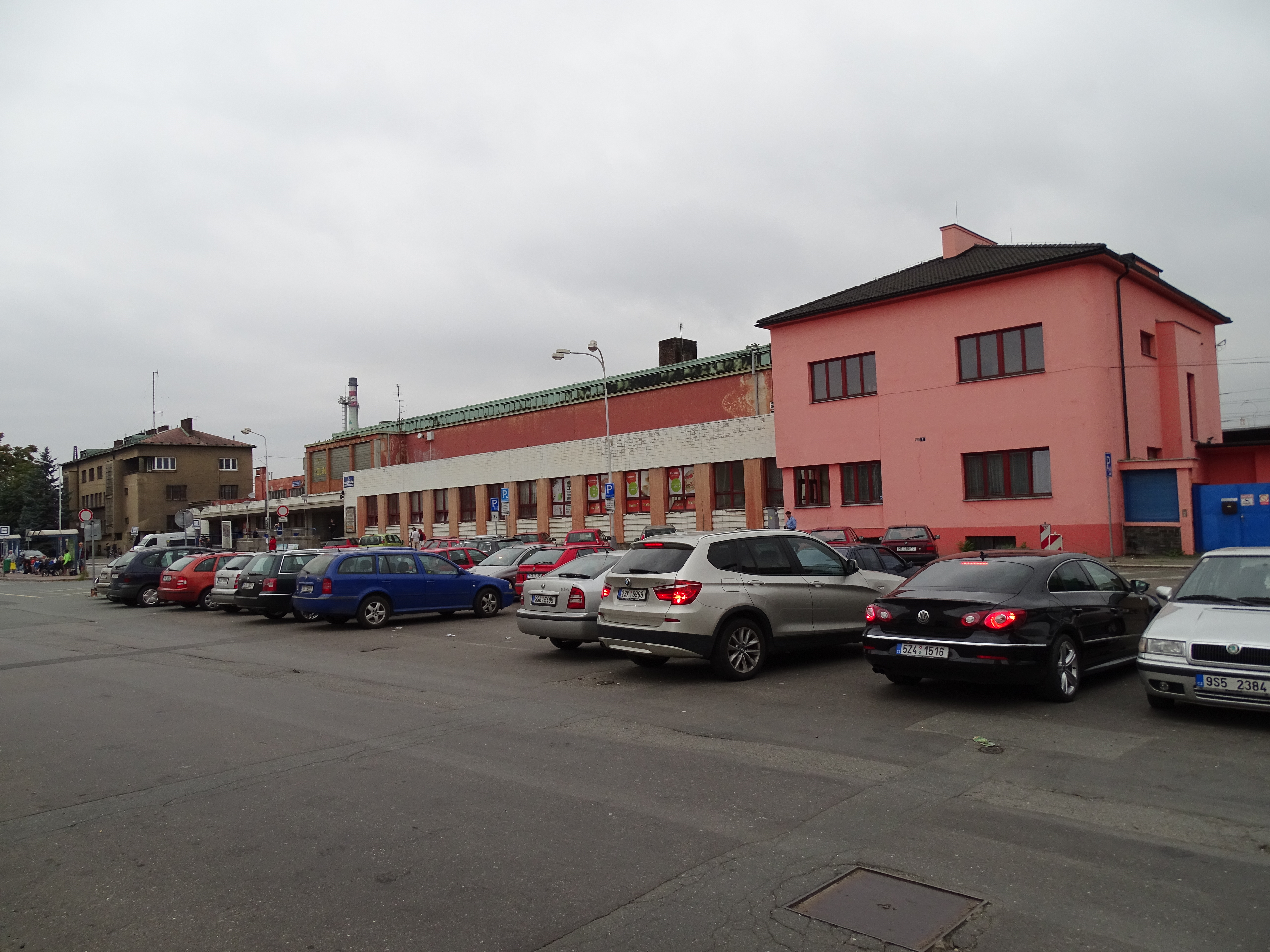
Kolín